# Faixa de Gaza
Faixa de Gaza (em árabe: قطاع غزة Qiṭāʿ Ġazzah, IPA: [qɪˈtˤɑːʕ ˈɣazza]) é um território palestino composto por uma estreita faixa de terra localizada na costa oriental do Mar Mediterrâneo, no Oriente Médio, que faz fronteira com o Egito no sudoeste (11 km) e com Israel no leste e no norte (51 km). O território tem 41 quilômetros de comprimento e apenas de 6 a 12 quilômetros de largura, com uma área total de 365 quilômetros quadrados.
A população da Faixa de Gaza é de cerca de 2,4 milhões de pessoas. Apesar da maior parte da população ter nascido na Faixa de Gaza, uma grande porcentagem se identifica como refugiados palestinos, que fugiram para Gaza durante o êxodo palestino que ocorreu após a Guerra árabe-israelense de 1948. A população é predominantemente muçulmana sunita. Com uma taxa de crescimento anual de cerca de 3,2%, a Faixa de Gaza tem a sétima maior taxa de crescimento demográfico do mundo, além de ser um dos territórios mais densamente povoados do planeta. A área sofre uma escassez crônica de água e praticamente não tem indústrias. A infraestrutura é precária, e quase nada foi refeito após os bombardeios israelenses de 2008-2009. A designação Faixa de Gaza deriva do nome da sua principal cidade, Gaza, cuja existência remonta à Antiguidade.
A Faixa de Gaza adquiriu suas fronteiras atuais com o fim dos combates da guerra de 1948, confirmado pelo Acordo de Armistício entre Israel e Egito em 24 de fevereiro de 1949. O Artigo V do Acordo declarou que a linha de demarcação não era para se tornar uma fronteira internacional. Primeiramente, a Faixa de Gaza foi oficialmente administrada por um governo completamente palestino estabelecido pela Liga Árabe em setembro de 1948. A partir da dissolução desse governo em 1959, a Faixa de Gaza tornou-se uma área diretamente administrada por um governador militar egípcio até 1967.
Israel anexou e ocupou a Faixa de Gaza durante a Guerra dos Seis Dias, em 1967. Em conformidade com os Acordos de Oslo, assinados em 1993, a Autoridade Palestina se tornou o órgão administrativo que governa os centros populacionais palestinos. Israel manteve o controle do espaço aéreo, das águas territoriais e das fronteiras, além da fronteira com o Egito. Em 2005, o governo israelense retirou-se do território ocupado. Desde julho de 2007, depois das eleições parlamentares palestinas de 2006 e da Batalha de Gaza, o Hamas tem controlado de facto a administração da área. Após a desocupação militar e a retirada dos assentamentos de colonos judeus do território palestino, Israel bombardeou a Faixa de Gaza em 2008, 2012, 2014, 2021 e 2023 em retaliação a ataques de mísseis lançados por militantes do Hamas. Os ataques israelenses resultaram em milhares de mortos palestinos, sobretudo entre a população civil, além de produzirem graves danos à infraestrutura local, enquanto os mísseis do Hamas foram, em sua maioria, interceptados pelo eficiente sistema de defesa antiaéreo israelense.

## História
A cidade de Gaza foi fundada aproximadamente no século V a.C. por piratas do Mediterrâneo que se denominavam filisteus e chamaram a região de Filisteia. Após diversas invasões (tribos israelitas, babilónicos, persas e assírios), caiu nas mãos dos macedônios, cujo processo de imperialização possibilitaram-na o contato com a cultura grega (helenismo). Quando os romanos invadiram Israel, também submeteram a cidade de Gaza e região. Por muito tempo ficou em poder dos bizantinos e árabes.
Durante centenas de anos, o Império Otomano dominou Gaza, até que o território - junto com o restante da Palestina - passou para o controle dos britânicos, com o final da Primeira Guerra Mundial (1914-1918).

### Mandato britânico e plano de partilha

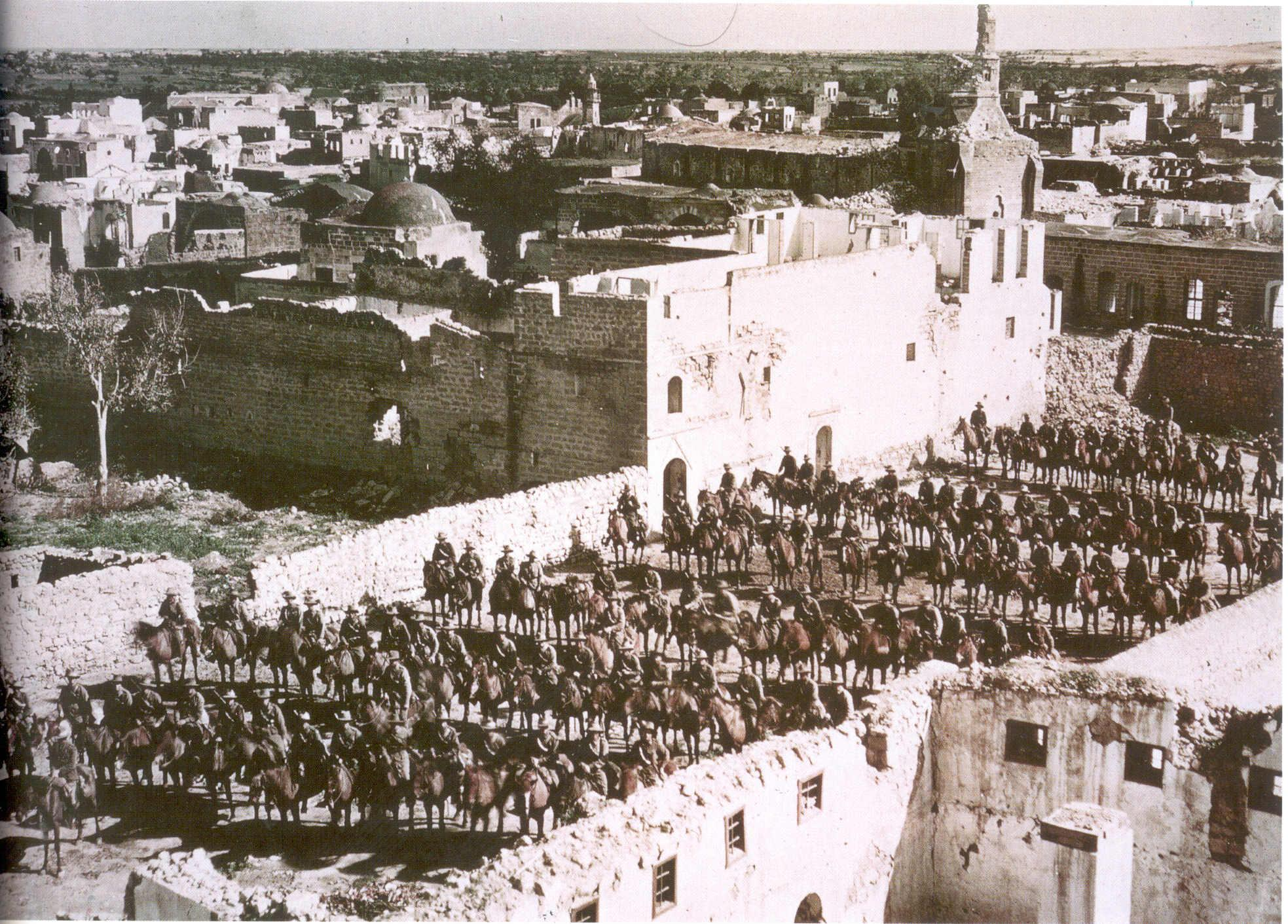
Gaza após a rendição às forças britânicas, 1918

O Mandato Britânico da Palestina foi uma entidade geopolítica sob administração do Reino Unido que foi criada com a Partilha do Império Otomano após o final da Primeira Guerra Mundial. A administração civil britânica na Palestina operou de 1920 a 1948.
Em 29 de novembro de 1947, a Assembleia Geral das Nações Unidas aprovou a sua Resolução 181, que previa uma plano para a partilha da Palestina, que consistia na partição da banda ocidental do território em dois Estados - um judeu e outro árabe -, ficando as áreas de Jerusalém e Belém sob controle internacional. Os Estados árabes rejeitaram a proposta.

### Governo palestino

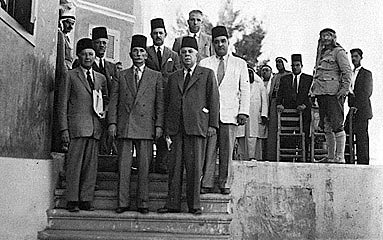
Membros do Governo de Toda a Palestina, implementado pela Liga Árabe

Durante a Primeira Guerra Árabe-Israelense, que conduziu à criação do Estado de Israel, Gaza absorveu um quarto das centenas de milhares dos refugiados palestinos expulsos das áreas que hoje fazem parte de Israel.
Em 22 de setembro de 1948, no final da guerra, o Governo de Toda a Palestina foi proclamado pela Liga Árabe na cidade de Gaza ocupada pelo Egito. Foi concebido em parte como uma tentativa da Liga Árabe de limitar a influência da Transjordânia na Palestina. O governo palestino foi rapidamente reconhecido por seis dos então sete membros da Liga Árabe: Egito, Síria, Líbano, Iraque, Arábia Saudita e Iêmen, mas não pela Transjordânia e por nenhum outro membro da comunidade internacional.
Após o fim das hostilidades, o Acordo de Armistício Israel-Egito de 24 de fevereiro de 1949 estabeleceu a linha de separação entre as forças egípcias e israelenses e estabeleceu o que se tornou a atual fronteira entre a Faixa de Gaza e Israel. Ambos os lados declararam que a fronteira não era uma fronteira internacional. A fronteira sul com o Egito continuou a ser a fronteira internacional traçada em 1906 entre o Império Otomano e o Império Britânico.

### Ocupação egípcia

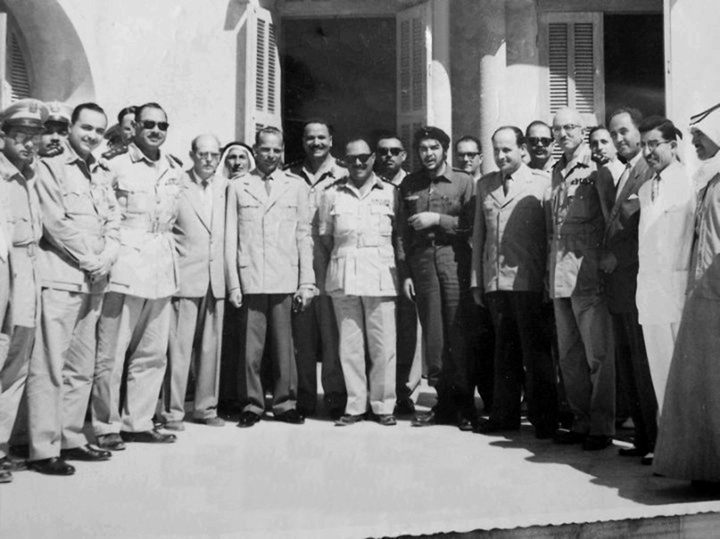
Che Guevara visitando Gaza em 1959

Após a dissolução do Governo de Toda a Palestina em 1959, Egito continuou a ocupar a Faixa de Gaza até 1967 sob a desculpa do pan-arabismo. O governo egípcio nunca anexou a Faixa de Gaza formalmente, mas a tratou como um território controlado e administrou-a por meio de um governador militar. O afluxo de mais de 200 mil refugiados do antigo Mandato Britânico em Gaza, cerca de um quarto daqueles que fugiram ou foram expulsos de suas casas durante e após a Guerra Árabe-Israelense de 1948, resultou em uma diminuição dramática no padrão de vida. Como o governo egípcio restringiu o movimento de ida e volta para a Faixa de Gaza, seus habitantes não podiam procurar um emprego lucrativo em outro lugar.

### Ocupação israelense

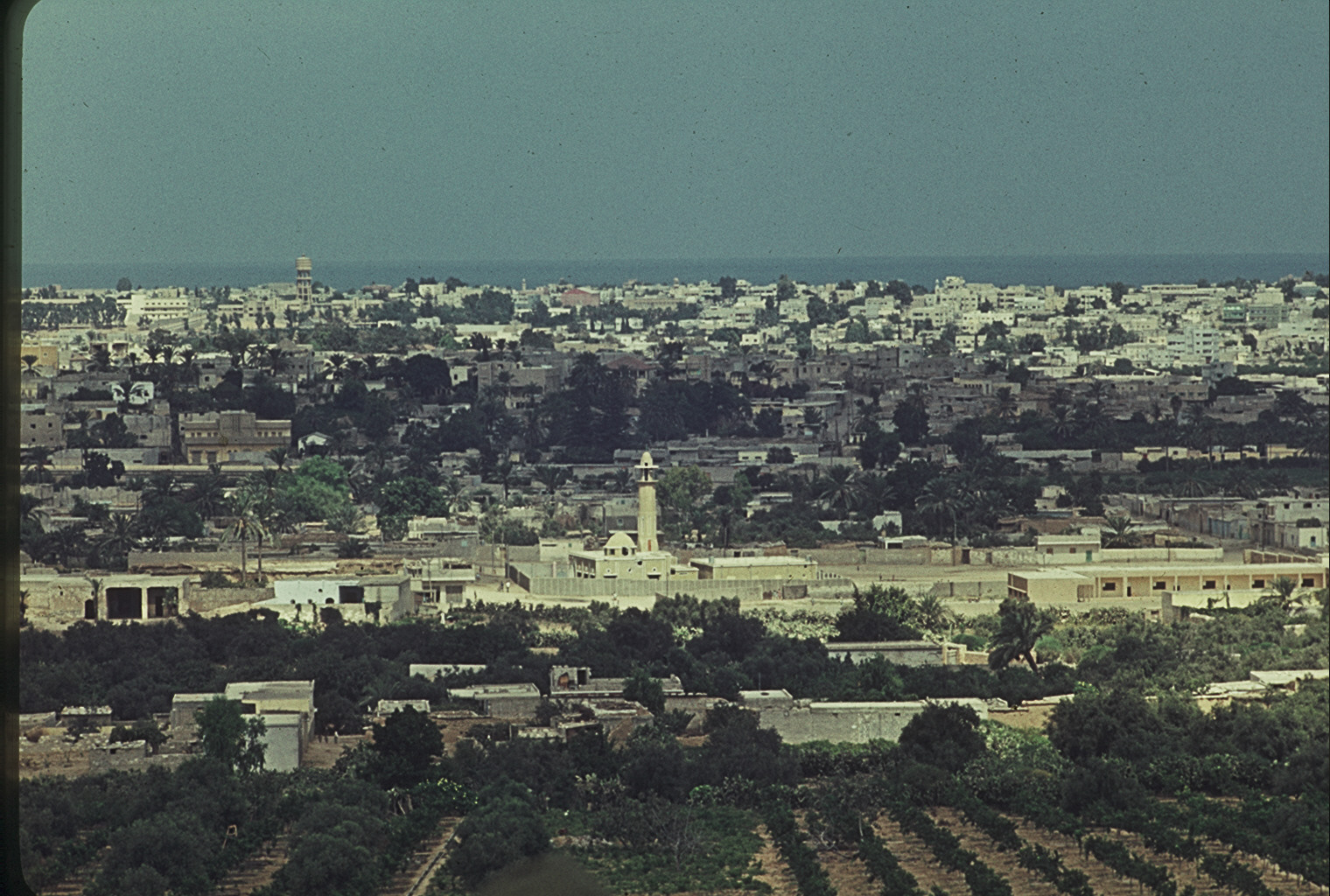
Vista da cidade de Gaza em 1967

Em junho de 1967, durante a Guerra dos Seis Dias, as Forças de Defesa de Israel capturaram a Faixa de Gaza. Após esta vitória militar, Israel criou o primeiro bloco de assentamento, Gush Katif, no canto sudoeste perto de Rafah e da fronteira egípcia em um local onde um pequeno kibutz existiu anteriormente por 18 meses entre 1946-48. No total, entre 1967 e 2005, Israel estabeleceu 21 assentamentos em Gaza, abrangendo 20% do território total.
A taxa de crescimento econômico de 1967 a 1982 foi em média de cerca de 9,7% ao ano, em boa parte devido à expansão da renda das oportunidades de trabalho dentro de Israel. O setor agrícola de Gaza foi adversamente afetado quando um terço da Faixa foi apropriado por Israel, a competição pelos escassos recursos hídricos se acirrou e o lucrativo cultivo de frutas cítricas diminuiu com o advento das políticas israelenses, como proibições de plantar novas árvores e impostos que geravam quebra para os produtores israelenses, fatores que militaram contra o crescimento.

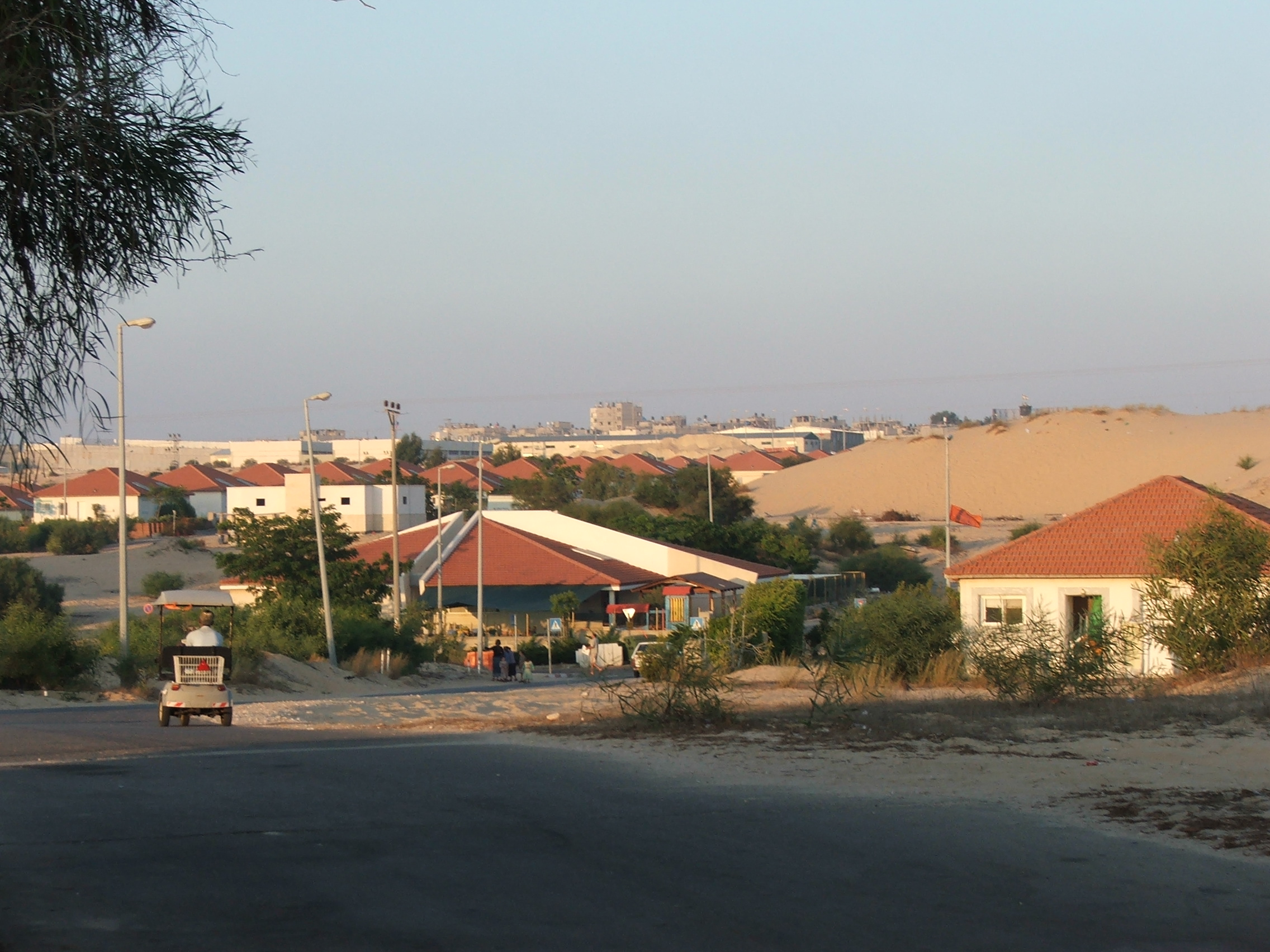
Antigo assentamento israelense de Neve Dekalim, Gush Katif

As exportações diretas de Gaza desses produtos para os mercados ocidentais, em oposição aos mercados árabes, foram proibidas, exceto por meio de veículos de marketing israelenses, a fim de auxiliar as exportações de cítricos israelenses para os mesmos mercados.
O resultado geral foi que um grande número de agricultores palestinos foi forçado a deixar o setor agrícola. Israel colocou cotas em todos os produtos exportados de Gaza, enquanto aboliu as restrições ao fluxo de produtos israelenses para a Faixa.

### Acordos de Oslo de 1993

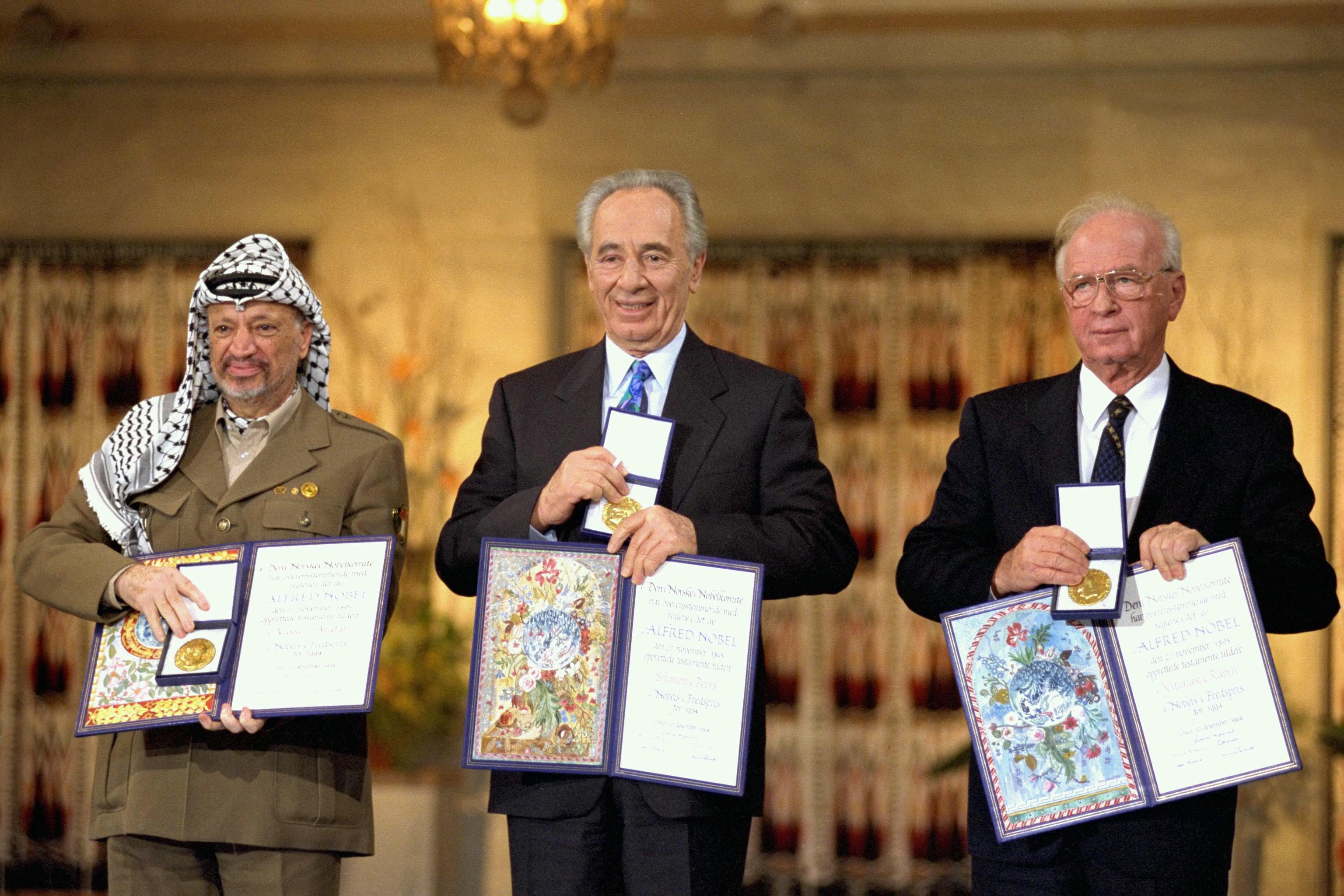
Yitzhak Rabin, Shimon Peres e Yasser Arafat ao receberem o Prêmio Nobel após os Acordos de Oslo.

Após uma série de acordos assinados entre maio de 1994 e setembro de 1999, Israel se comprometeu a transferir para a Autoridade Nacional Palestina a responsabilidade pela segurança e pelos civis das áreas povoadas por palestinos na Faixa de Gaza e na Cisjordânia, o que não ocorreu. Os territórios povoados por palestinos foram "cercados" pelas colônias judias e os governos israelenses, tanto trabalhistas quanto likudistas, só fizeram aumentar o número dessas colônias, inviabilizando de fato a possibilidade de constituição de um Estado palestino. Isto levou ao fracasso nas negociações para determinar um status definitivo para os territórios palestinos, e o início da Segunda Intifada, em setembro de 2000, fez com que as forças israelenses reocupassem a maioria das áreas controladas pelos palestinos.

### Retirada israelense em 2005

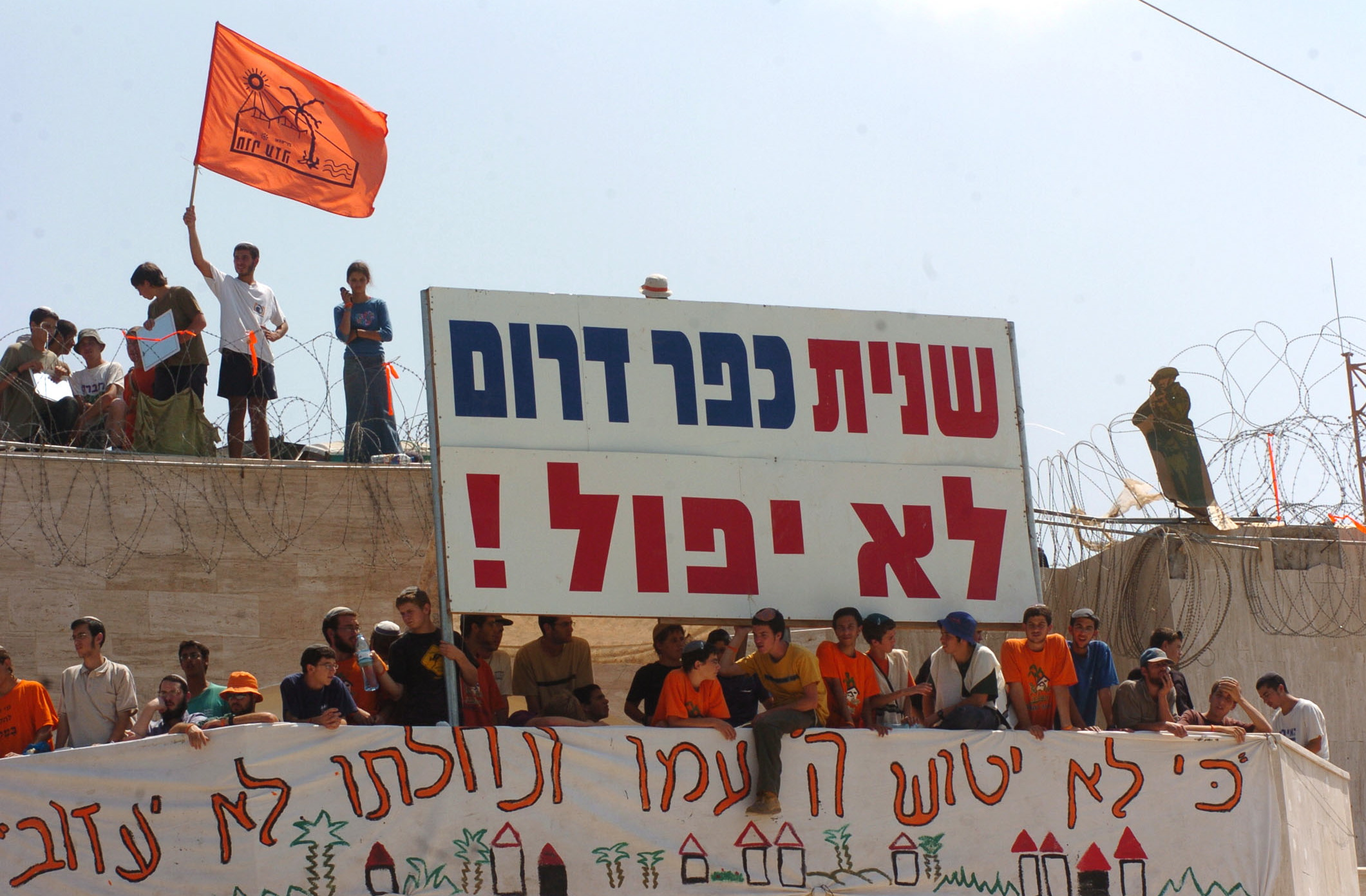
Colonos israelenses protestam contra a retirada forçada da comunidade de Kfar Darom, 2005

Em 2005, o então primeiro-ministro Ariel Sharon executou um plano de retirada de todos os 8 mil colonos israelenses da Faixa de Gaza, bem como as tropas que os protegiam. O plano também previa que Israel continuaria a controlar o espaço aéreo de Gaza, seu mar territorial e todos as passagens de fronteira. Em setembro, a retirada israelense foi concluída.
A situação na Faixa de Gaza começou a se deteriorar depois que o Hamas venceu as eleições legislativas palestinas, obtendo 76 das 132 cadeiras do Parlamento Palestino, em janeiro de 2006.
No entanto, as profundas divergências políticas entre o presidente Mahmoud Abbas da Autoridade Nacional Palestina, pertencente ao Fatah, e o primeiro-ministro, Ismail Haniyeh, do Hamas, resultaram em violentos confrontos entre militantes das duas facções rivais na Faixa de Gaza, em 2006 e no início de 2007, com um grande número de mortos e feridos.

### Conflito Gaza-Israel em 2006

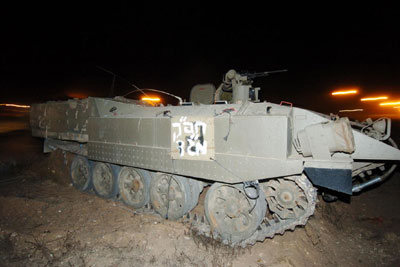
Tanque israelense durante a Operação Chuvas de Verão

Em junho de 2006, as Forças de Defesa de Israel lançaram sua primeira grande operação militar contra a Faixa de Gaza, desde a retirada dos colonos judeus do território palestino. Chamada de Operação Chuvas de Verão, a ação de Israel visava a resgatar o soldado Gilad Shalit - capturado no dia 25 de junho daquele ano em uma operação conjunta do Hamas e dois outros grupos militantes, que entraram em Israel a partir da Faixa de Gaza. A captura detonaria uma grande ação militar israelense na Faixa de Gaza, que resultou nas mortes de mais de cem palestinos em quatro semanas, além da detenção de 60 dirigentes do Hamas, entre eles vários ministros e dezenas de deputados.
Em novembro, as forças israelenses lançaram uma nova e ampla ação militar, batizada como Operação Nuvens de Outono, desta vez atacando Beit Hanoun, ao norte da Faixa de Gaza. Os ataques deixaram 56 palestinos mortos, a metade deles civis, e mais 200 feridos. Chegava-se ao quinto mês de operações militares na Faixa de Gaza (com mais de 400 palestinos mortos), Israel concordou em realizar um cessar-fogo com o grupo Hamas, desde que este se comprometesse a não retornar a lançar foguetes contra o território israelense.
Em abril de 2007, o exército israelense retomou os ataques à Faixa de Gaza, depois de centenas de foguetes palestinos disparados desde novembro do ano anterior. No dia 24 daquele mês, o braço armado do Hamas proclamou o fim da trégua com Israel. Um mês antes, Abbas e Haniyeh concordaram em formar um governo de união nacional.

### Conflito entre Hamas e Fatah em 2007

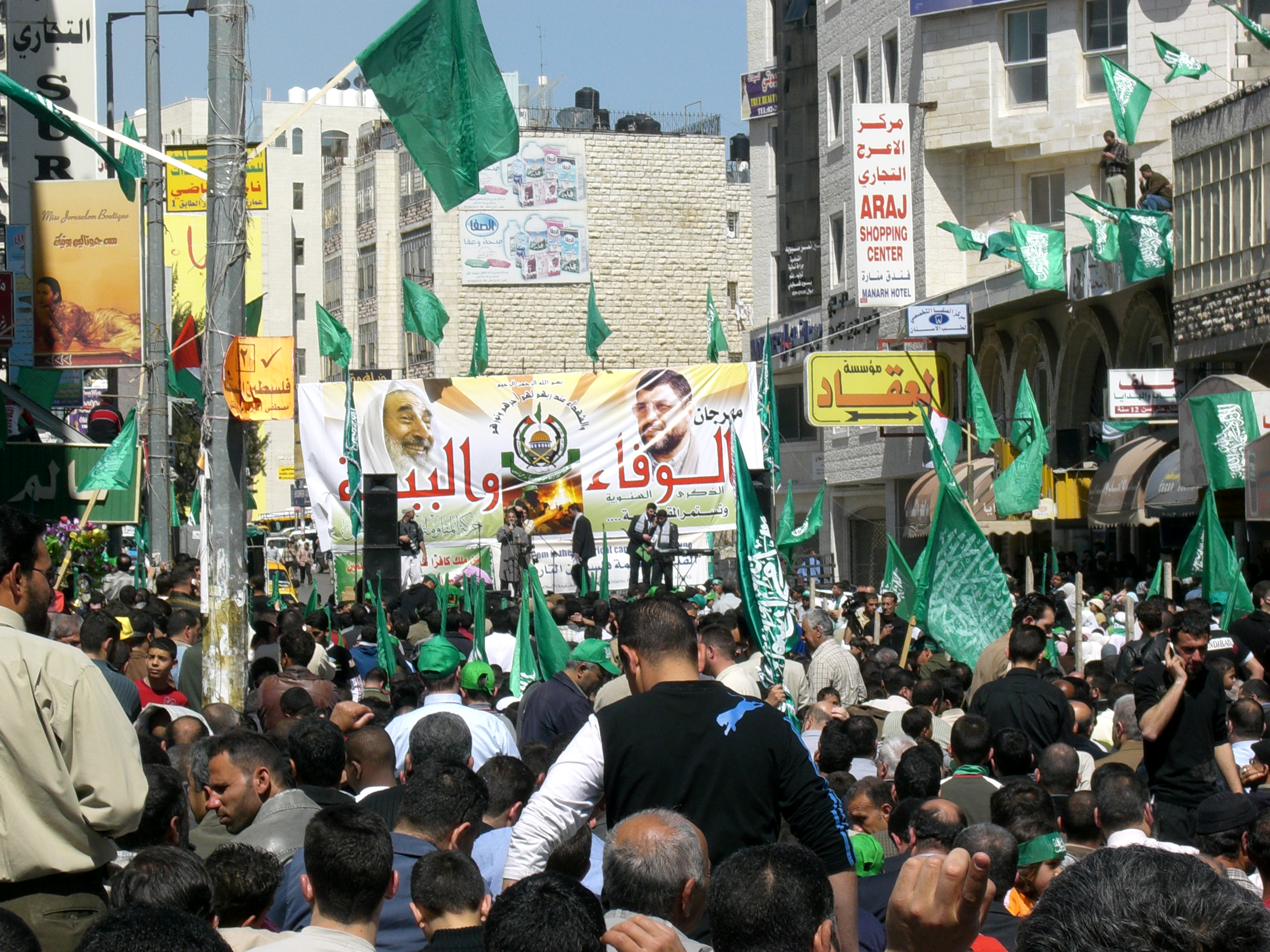
Protesto de manifestantes do Hamas em Ramala

Em junho de 2007, em meio a intensos conflitos entre militantes das duas facções, o Hamas acabou por assumir o controle da Faixa de Gaza, expulsando o Fatah, que continuou dominando a Cisjordânia. Com isso, o governo de Israel fechou seu posto de fronteira com a Faixa de Gaza, alegando que a Fatah não poderia mais garantir a segurança na região, e impôs um bloqueio ao território palestino, proibindo todas as exportações e permitindo, unicamente, limitada ajuda humanitária. O governo do Egito havia também fechado sua fronteira quando os combates mais intensos entre Fatah e Hamas tiveram início, em 7 de junho de 2007.
Daí em diante, o Fatah passou a receber os apoios de Israel, dos Estados Unidos e da União Europeia, enquanto o Hamas era desconsiderado como interlocutor. Mas, além das disputas com o Fatah, depois de chegar ao governo palestino, o Hamas teve que enfrentar o boicote econômico internacional à Faixa de Gaza, principalmente por parte dos Estados Unidos e da União Europeia, sob a alegação de que o partido não reconhece o Estado de Israel, não renuncia à violência e desconsidera os acordos firmados anteriormente por Israel e pela ANP.
Em junho de 2008, representantes do Hamas e do governo israelense chegaram a um acordo de cessar-fogo na região, mediado pelo Egito, com duração de seis meses, e que expirou no dia 19 de dezembro. O grupo palestino decidiu não renová-lo, por entender que Israel não havia cumprido o compromisso de suspender o bloqueio imposto à Faixa de Gaza.

### Conflito Hamas-Israel

#### 2008-2009

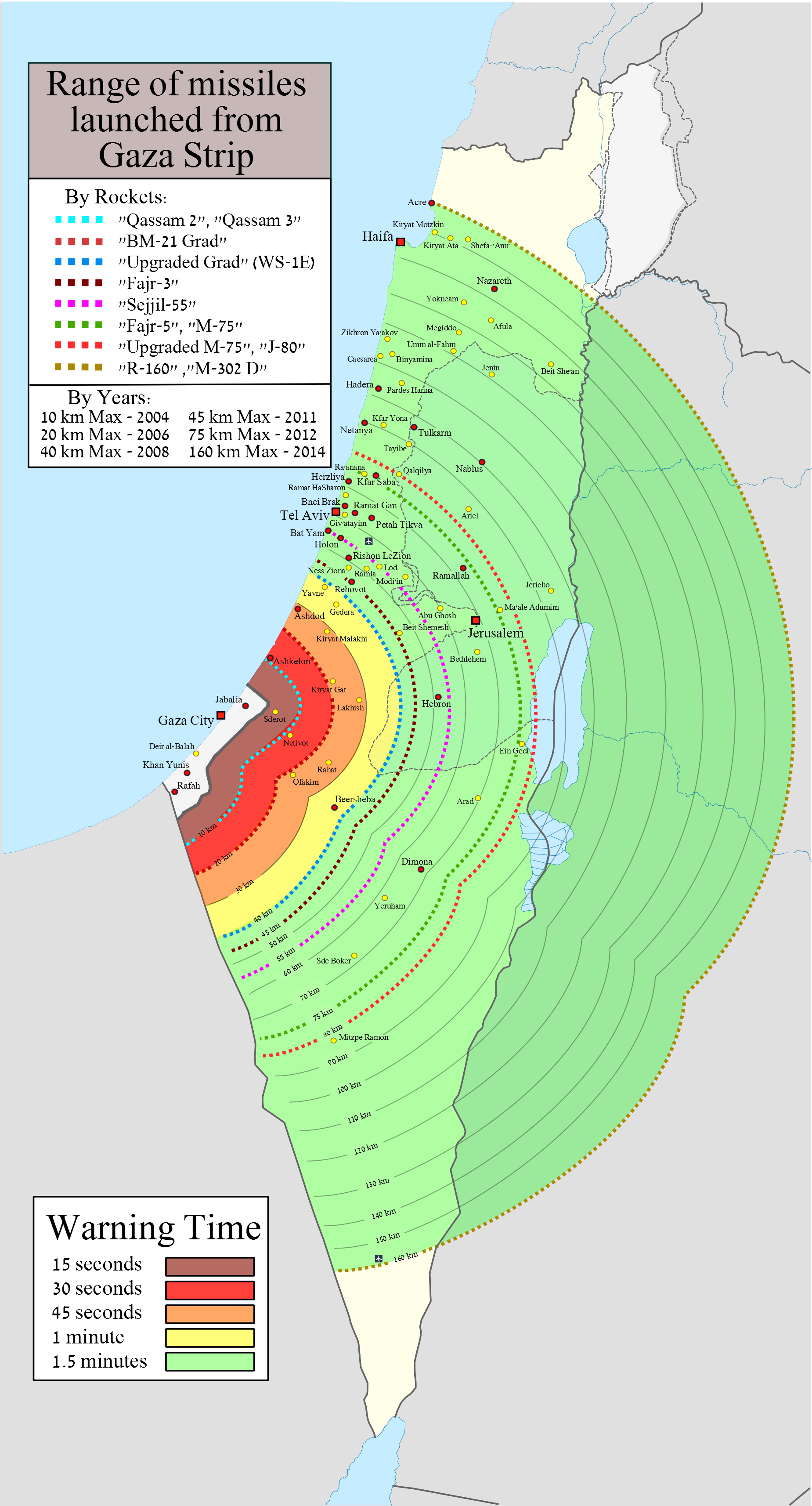
Alcance dos mísseis lançados pelo Hamas a partir da Faixa de Gaza

Em 27 de dezembro de 2008, caças israelenses F-16 lançaram uma série de ataques aéreos contra alvos em Gaza após o colapso de uma trégua temporária entre Israel e o Hamas. As Forças de Defesa de Israel disseram que o ministro da Defesa, Ehud Barak, a instruiu a se preparar para uma operação de seis meses antes do seu início, utilizando planejamento de longo prazo e de inteligência. Vários lugares que estavam sendo usados como depósitos de armas foram atingidos: delegacias de polícia, escolas, hospitais, mesquitas, armazéns da ONU, vários edifícios do governo do Hamas e outras construções.
Israel disse que o ataque foi uma resposta aos ataques de foguetes do Hamas ao sul de Israel, que totalizavam mais de 3 000 até 2008 e que se intensificaram durante as semanas que antecederam a operação. Equipes médicas palestinas afirmaram que pelo menos 434 palestinos foram mortos e cerca de 2 800 ficaram feridos, sendo muitos civis e um número desconhecido de membros do Hamas, nos primeiros cinco dias de ataques israelenses em Gaza. A FDI negou que a maioria dos mortos fossem civis, fornecendo evidências de que o Hamas deliberadamente escondia suas armas e combatentes em "mesquitas, pátios de escolas e casas de civis" para deter um ataque e explorar as regras de combate de Israel. O governo israelense começou uma invasão terrestre da Faixa de Gaza em 3 de janeiro de 2009 e rejeitou muitos pedidos de cessar-fogo, até os dois lados declararem um cessar-fogo unilateral.

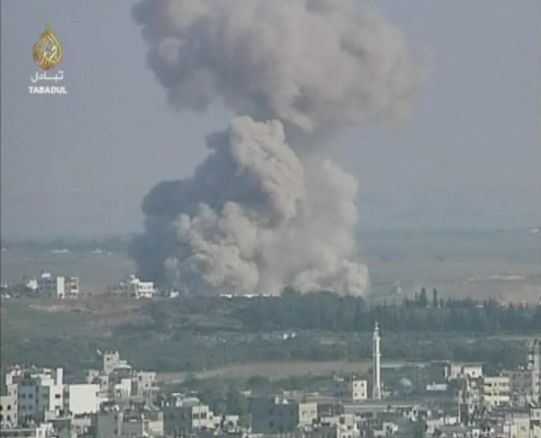
Explosão em Gaza depois de um ataque israelense, janeiro de 2009

Cerca de 1 100 e 1 400 palestinos e treze israelenses foram mortos durante os 22 dias de conflito. Depois de Israel declarar o cessar-fogo, o Hamas prometeu continuar a batalha se as forças israelenses não deixassem a Faixa de Gaza.
O conflito danificou ou destruiu dezenas de milhares de casas, 15 dos 27 hospitais de Gaza e 43 de suas 110 unidades de cuidados primários de saúde, 800 poços de água, 186 estufas e quase todos as suas 10 mil fazendas familiares; deixando 50 000 desabrigados, 400 000 a 500 000 sem água corrente, um milhão sem eletricidade e resultando em grave escassez de alimentos.
Em fevereiro de 2009, a disponibilidade de alimentos voltou aos níveis pré-guerra, mas houve falta de produtos frescos devido aos danos sofridos pelo setor agrícola.

#### 2012

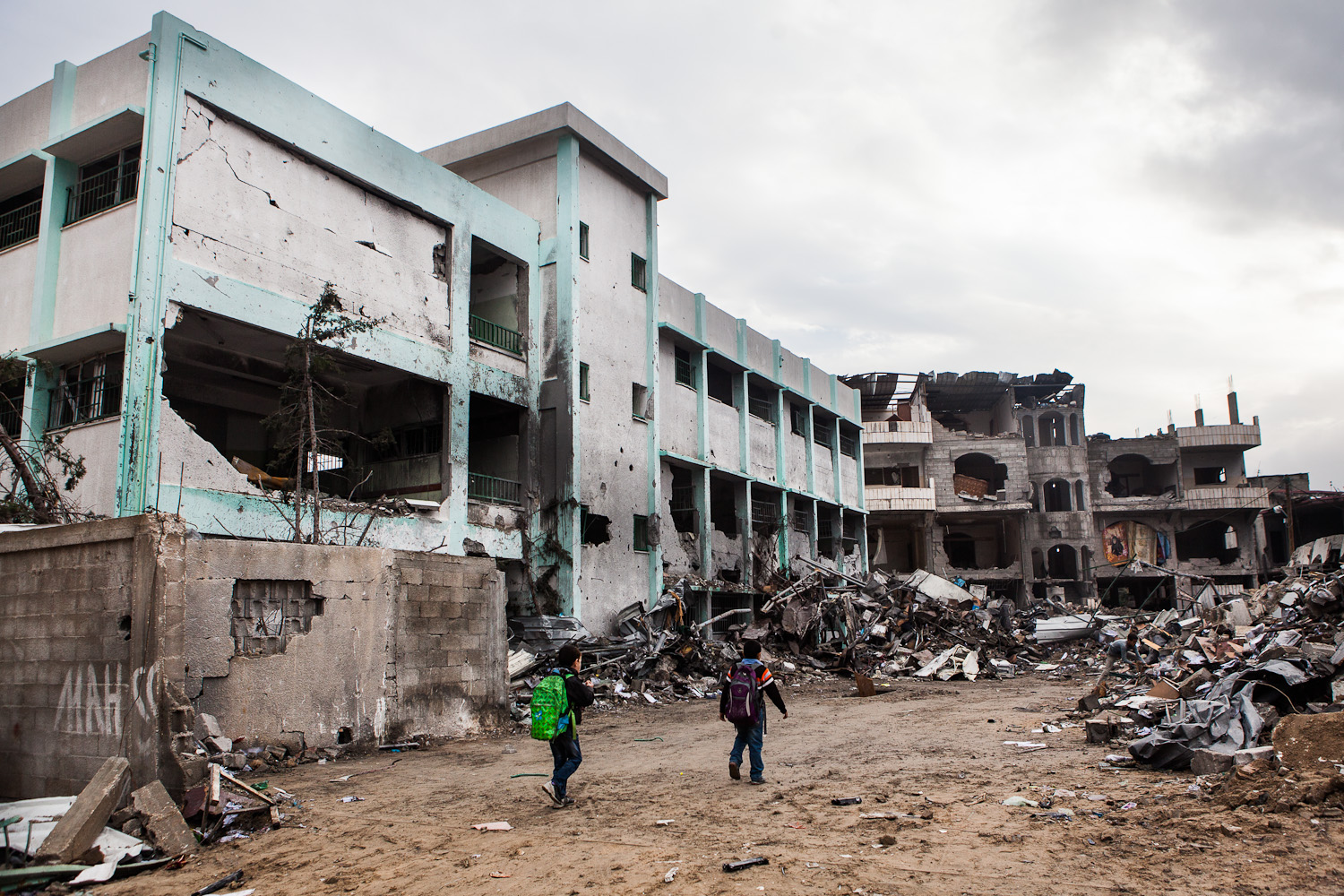
Uma escola da ONU danificada e as ruínas do Ministério do Interior em Gaza, dezembro de 2012

Em 14 de novembro de 2012 as hostilidades recomeçaram com o lançamento de centenas de mísseis pelo Hamas contra o sul de Israel durante quatro dias consecutivos e com o início da "Operação Coluna de Nuvem", como resposta do governo israelense. Ao longo do andamento do conflito, Israel respondeu novamente aos ataques de foguetes. Na operação, o chefe militar do Hamas foi morto.
Em 21 de novembro de 2012, um cessar-fogo, mediado pelo Egito, foi oficialmente declarado pelo Hamas e por Israel. Ambos os lados declararam-se vitoriosos nos combates.
De acordo com estimativas do Escritório das Nações Unidas para a Coordenação de Assuntos Humanitários (OCHA), em 26 de novembro, 224 israelenses e 1 269 palestinos haviam sido feridos durante a operação.

#### 2014

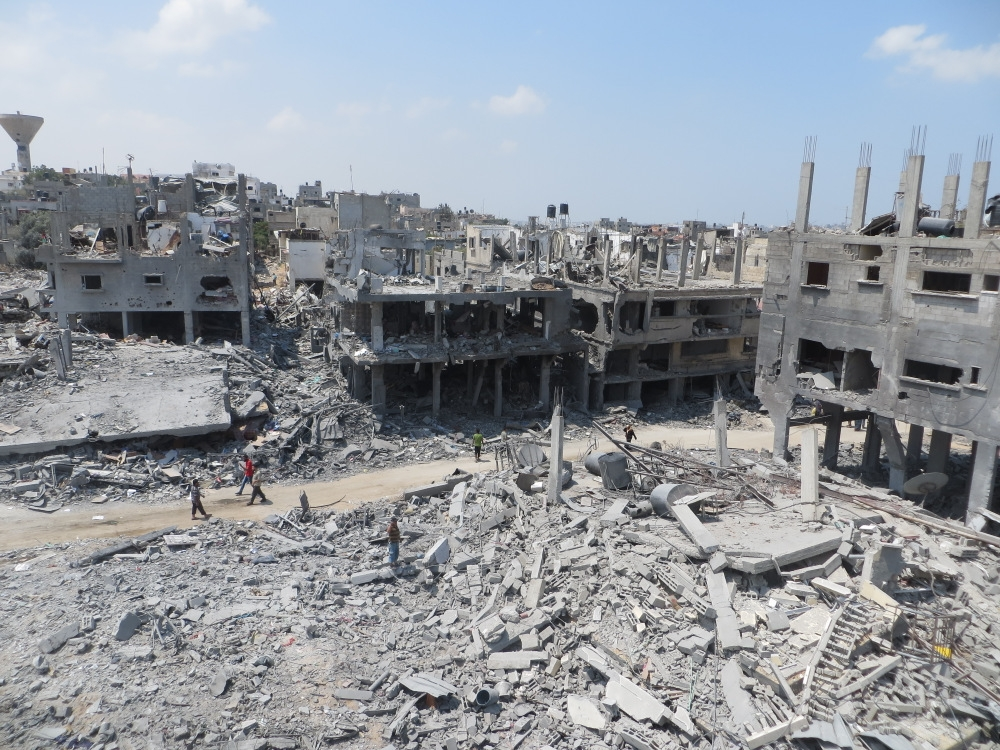
Ruínas de Beit Hanoun após um bombardeio israelense

Uma escalada de violência israelense ocorreu após a morte de três adolescentes israelenses na Cisjordânia no final de junho de 2014. Como “vingança”, um jovem palestino foi queimado vivo em Jerusalém. Logo após a descoberta dos corpos dos três jovens, Israel iniciou uma ofensiva contra o Hamas. Aviões de guerra passaram a bombardear Gaza destruindo casas e instituições e foram realizadas execuções extrajudiciais. Os ataques israelenses causaram a morte de 1 100 palestinos. O Conselho de Direitos Humanos das Nações Unidas aprovou em 23 de julho de 2014 uma resolução que condena Israel por sua ofensiva militar contra Gaza e também cria uma comissão própria para investigar crimes e violações do direito internacional na empreitada. Entre os 47 países-membros do conselho, a resolução foi aprovada por 29 votos favoráveis — todos os países latino-americanos, incluindo o Brasil, apoiaram a proposta — e 17 abstenções (Alemanha, Itália, França e Reino Unido permaneceram neutros). Os Estados Unidos foram os únicos a se opor à proposta, assinalando que o conteúdo do documento é "destrutivo" e que em nada contribui para o fim das hostilidades.

#### 2018-2019

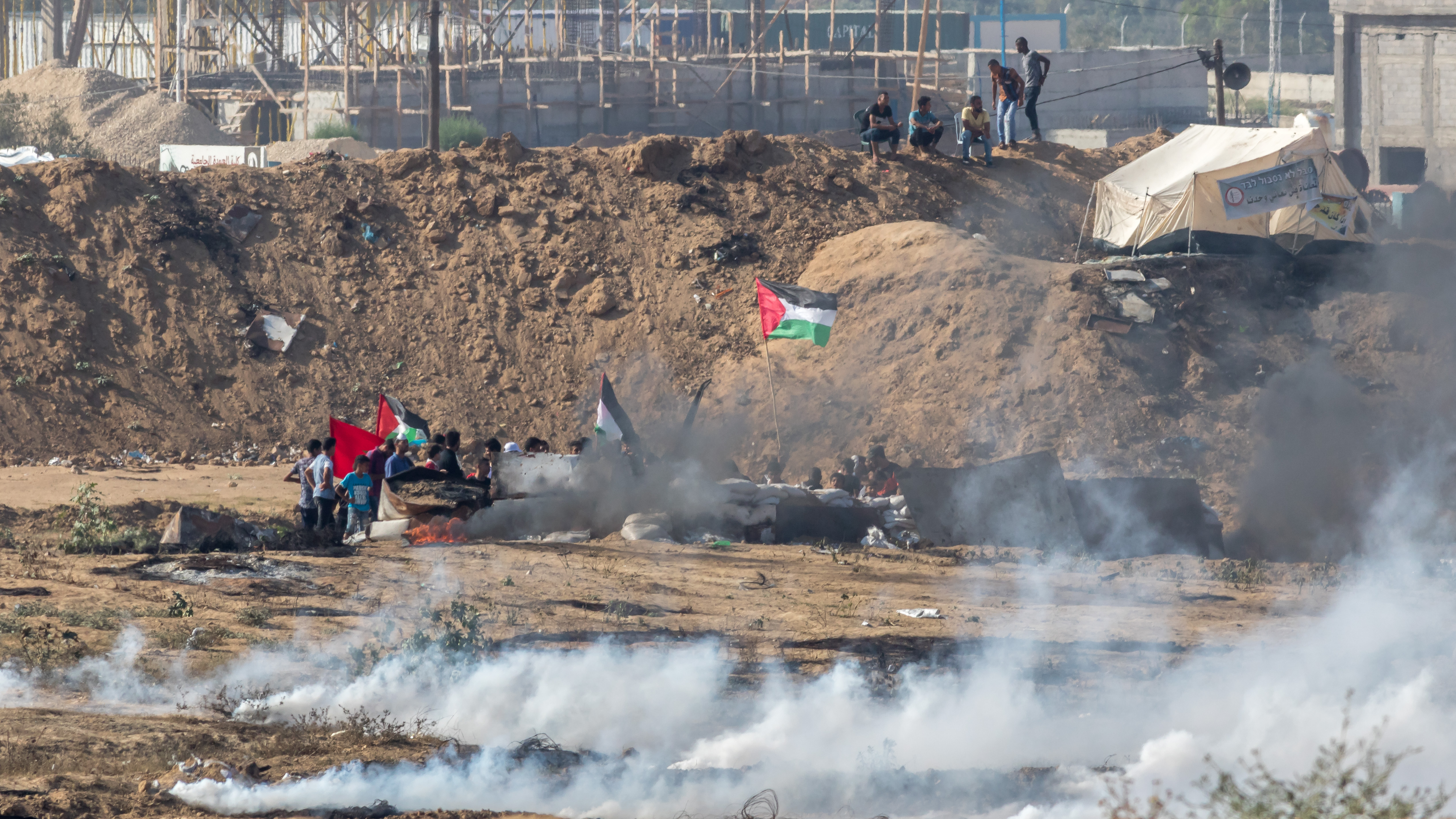
Manifestantes palestinos durante os protestos de 2018

Em 2018, protestos na fronteira de Gaza com Israel de 2018–2019, chamados de Grande Marcha do Retorno, ocorreram todas as sextas-feiras de março de 2018 até dezembro de 2019. Os manifestantes exigiram que os refugiados palestinos tenham permissão para retornar às terras de onde foram deslocados no que hoje é Israel. Eles também protestaram contra o bloqueio de Israel a Gaza e o reconhecimento pelos Estados Unidos de Jerusalém como capital de Israel.
As primeiras manifestações foram organizadas por ativistas independentes, mas a iniciativa foi logo endossada pelo Hamas, assim como por outras facções importantes em Gaza. Os ativistas que planejaram a Grande Marcha do Retorno pretendiam que durasse apenas de 30 de março (Dia da Terra) a 15 de maio (Dia da Nakba), mas as manifestações continuaram por quase 18 meses até que o Hamas em 27 de dezembro de 2019 anunciou que seriam adiadas.

#### 2021
Em maio de 2021, ocorreram confrontos entre manifestantes palestinos e a polícia israelense sobre uma decisão planejada da Suprema Corte Israelense sobre despejos de palestinos em Sheikh Jarrah, Jerusalém Oriental. Os confrontos, que coincidiram com os feriados de Laylat al-Qadr e o Dia de Jerusalém, resultaram em mais de trezentas pessoas feridas, a maioria delas civis palestinos e mais de vinte palestinos mortos. Os ataques atraíram condenação internacional para ambos os lados e resultaram no adiamento da decisão da Suprema Corte em trinta dias, depois que o procurador-geral de Israel procurou reduzir as tensões. Em 9 de maio, depois que os palestinos no Monte do Templo estocaram placas, pedras e fogos de artifício, as forças policiais israelenses invadiram a Mesquita de Al-Aqsa, um importante local sagrado para os muçulmanos, antes de uma marcha de judeus nacionalistas que foi posteriormente cancelada, realizada no feriado israelense do Dia de Jerusalém.
Durante as duas semanas de conflito, grupos palestinos como o Hamas e Jihad Islâmica dispararam mais de 4 000 foguetes contra Israel a partir de Gaza, dirigidos primeiramente à região central israelense, inclusive Jerusalém e Bete-Semes, e depois contra cidades israelenses fronteiriças, Asquelom e Asdode, e na direção de Telavive, que causaram a morte de pelo menos onze civis israelenses e um militar, além de dezenas de feridos, bem como danos de extensões variadas a residências e escolas em Israel. Desde o início do disparo dos foguetes palestinos, as Forças de Defesa de Israel empreenderam uma campanha de bombardeios localizados contra as bases militares e tubos de lançamento de foguetes palestinos, os quais se situam aterrados dentro da área urbana da Faixa de Gaza, densamente povoada por civis palestinos. Mais de 230 palestinos foram mortos, incluindo comandantes de organizações islamitas, operadores de foguetes e civis palestinos, especialmente em Gaza, no decorrer das hostilidades, como resultado dos bombardeios israelenses e de centenas de foguetes palestinos que caíram dentro de Gaza, sem chegar ao espaço aéreo israelense. Em 20 de maio, após onze dias de intensos hostilidades, Israel e Hamas concordaram com um cessar-fogo, que entrou em vigor na madrugada do dia seguinte. Naquela altura, mais de 280 pessoas já tinham morrido (a maioria palestinos).

#### 2023-2024

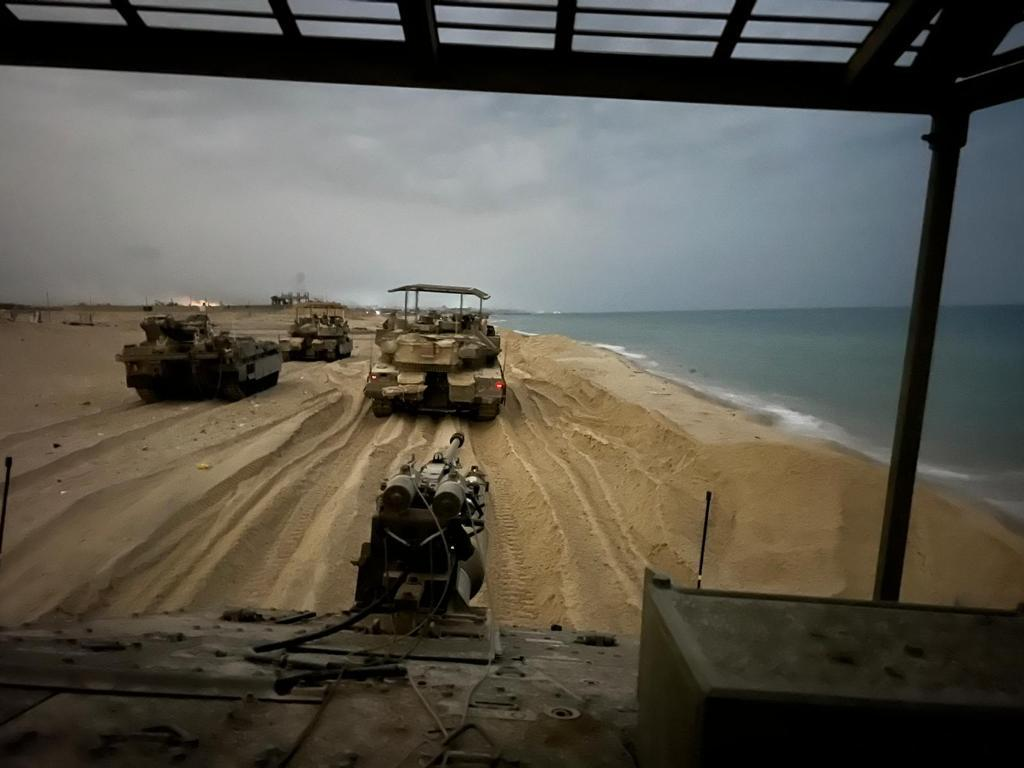
Soldados israelenses no litoral da Faixa de Gaza em 29 de outubro de 2023.

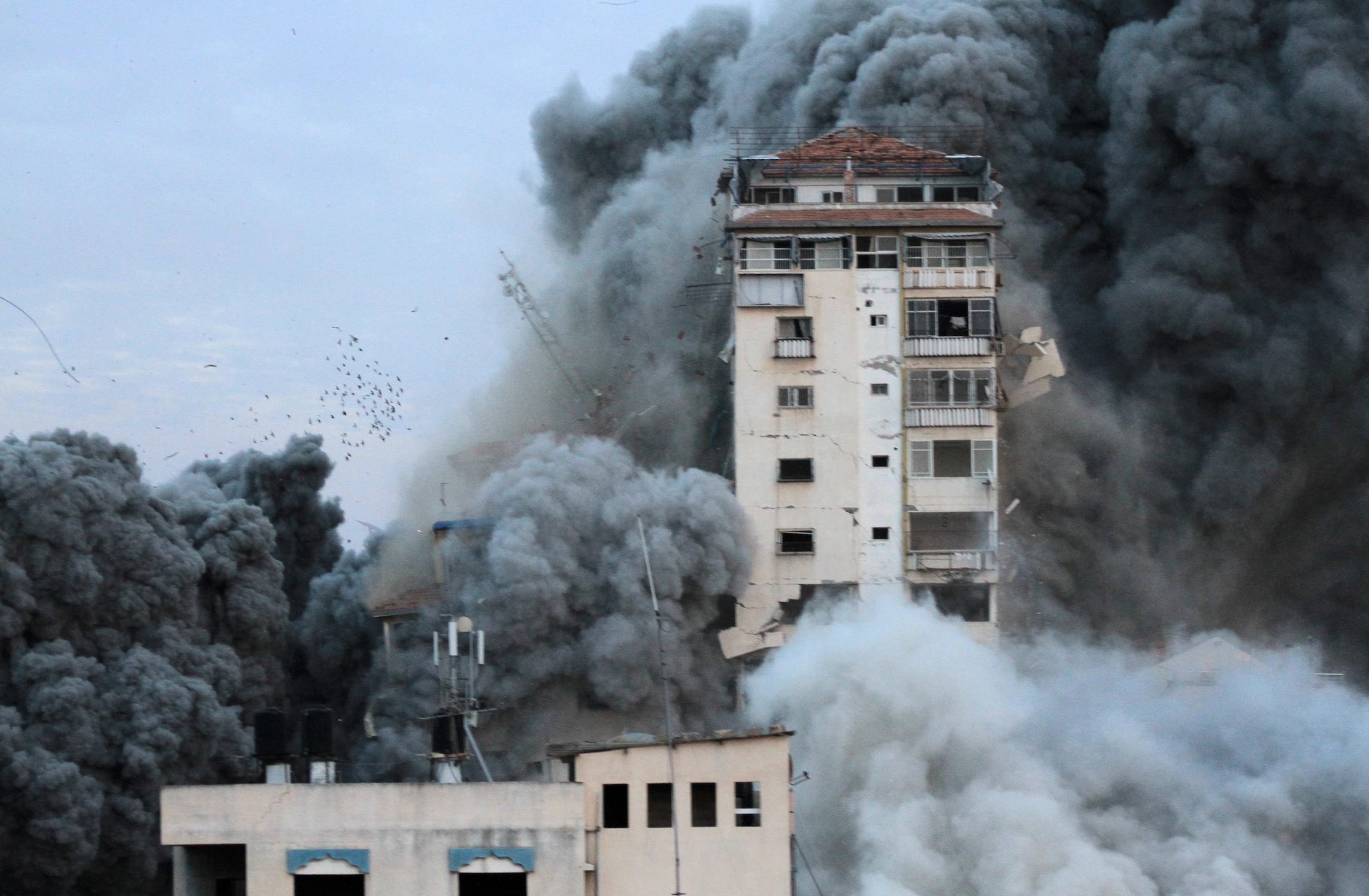
Destruição em Gaza causada pela aviação militar israelense em outubro de 2023.

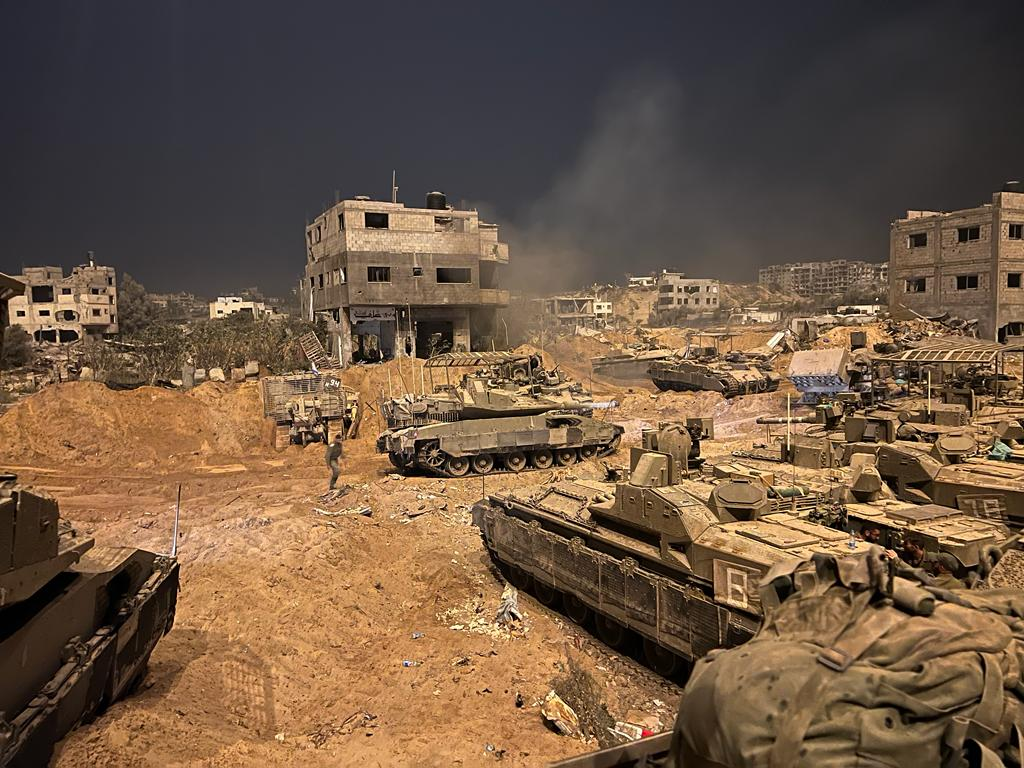
Tanques israelenses Merkava em meios às ruínas de Gaza em 1 de novembro de 2023.

A guerra Israel-Hamas, também referido como conflito Israel-Gaza ou conflito israelo-palestino de 2023, começou em 7 de outubro após um ataque terrorista coordenado por vários grupos militantes palestinos contra cidades israelenses, passagens de fronteira, instalações militares adjacentes e colonatos civis nas proximidades da Faixa de Gaza, no sul de Israel. Descrito como uma Terceira Intifada por alguns observadores, as hostilidades foram iniciadas por um bombardeio de mísseis contra Israel e incursões transportadas em veículos para o território israelense, tendo sido realizados vários ataques contra os militares israelenses, bem como contra as comunidades civis israelenses. A retaliação israelense com bombardeios e incursões militares contra Gaza foi chamada de Operação Espadas de Ferro.
O ataque foi liderado por grupos militantes palestinos, incluindo o Hamas, a Jihad Islâmica e a Frente Popular para a Libertação da Palestina, com o apoio do Irã. O presidente da Autoridade Palestina, Mahmoud Abbas, apoiou verbalmente o levante, afirmando que os palestinos tinham o direito de se defenderem contra a ocupação israelense. O Coordenador Especial das Nações Unidas para o Processo de Paz no Oriente Médio, a União Europeia e muitos países membros expressaram condenação dos ataques e disseram que Israel tinha o direito à autodefesa.
Pelo menos 2 200 mísseis foram disparados da Faixa de Gaza nas primeiras horas enquanto militantes do Hamas violavam a barreira Israel-Gaza, matando pelo menos 200 israelenses e levando o governo de Israel a declarar estado de emergência; o primeiro-ministro israelense, Benjamin Netanyahu, afirmou que Israel "está em guerra" em um discurso nacional após o início dos ataques. Militantes palestinos que se infiltraram em Israel invadiram vários kibutz ao redor da Faixa de Gaza e da cidade israelense de Sderot, com fontes da mídia palestina e israelense relatando que soldados e civis israelenses haviam sido feitos reféns. Em 15 de janeiro de 2025, Israel e o Hamas concordaram com um acordo de cessar-fogo, que entrou em vigor em 19 de janeiro e durou até 17 de março de 2025, quando o conflito recomeçou.
Crise humanitária
A crise humanitária em Gaza iniciada em 2023 é o resultado da Guerra Israel-Hamas. Depois de um ataque da organização palestina Hamas a alvos israelenses em 7 de outubro de 2023, que cobrou 1,2 mil vidas, Israel implementou um bloqueio completo na Faixa de Gaza e lançou uma contraofensiva militar de extrema violência que causou danos catastróficos nas habitações e na infraestrutura do território, matou mais de 42 mil palestinos e deixou mais de 97 mil feridos até a metade de outubro de 2024. A maciça maioria das vítimas são civis. Segundo o Ministério da Saúde de Gaza, dois terços das vítimas são mulheres e crianças.
A combinação de destruição e bloqueio provocou o desmantelamento dos sistemas de prestação de serviços em geral, de saneamento, de abastecimento de comida, água, energia e combustível, e de assistência médica e humanitária. Cerca de 85% da população de 2,2 milhões de pessoas foi obrigada a deixar suas casas, buscando asilo em abrigos improvisados e campos de refugiados, todos superlotados, onde as condições de vida são péssimas. Praticamente não há água potável disponível e a comida se tornou extremamente escassa. A população é obrigada a beber água contaminada, quando consegue alguma água, e fome em maior ou menor intensidade se abateu sobre virtualmente toda a população. Surtos de diversas doenças já afetam centenas de milhares de pessoas.
Para muitos observadores e organizações internacionais, a crise humanitária e o nível de destruição e mortes civis não têm paralelos na história recente. Segundo oficiais das Nações Unidas, "a crise humanitária em Gaza é mais do que catastrófica, e piora a cada dia. [...] Gaza tornou-se um lugar de morte e desespero". O Secretário-Geral da ONU, António Guterres, afirmou que Gaza se tornou "um cemitério para as crianças". Organizações como Médicos Sem Fronteiras, Cruz Vermelha e uma declaração conjunta da UNICEF, Organização Mundial da Saúde, Programa de Desenvolvimento das Nações Unidas, Fundo de População das Nações Unidas e Programa Mundial de Alimentos alertaram para um colapso humanitário iminente.

## Geografia

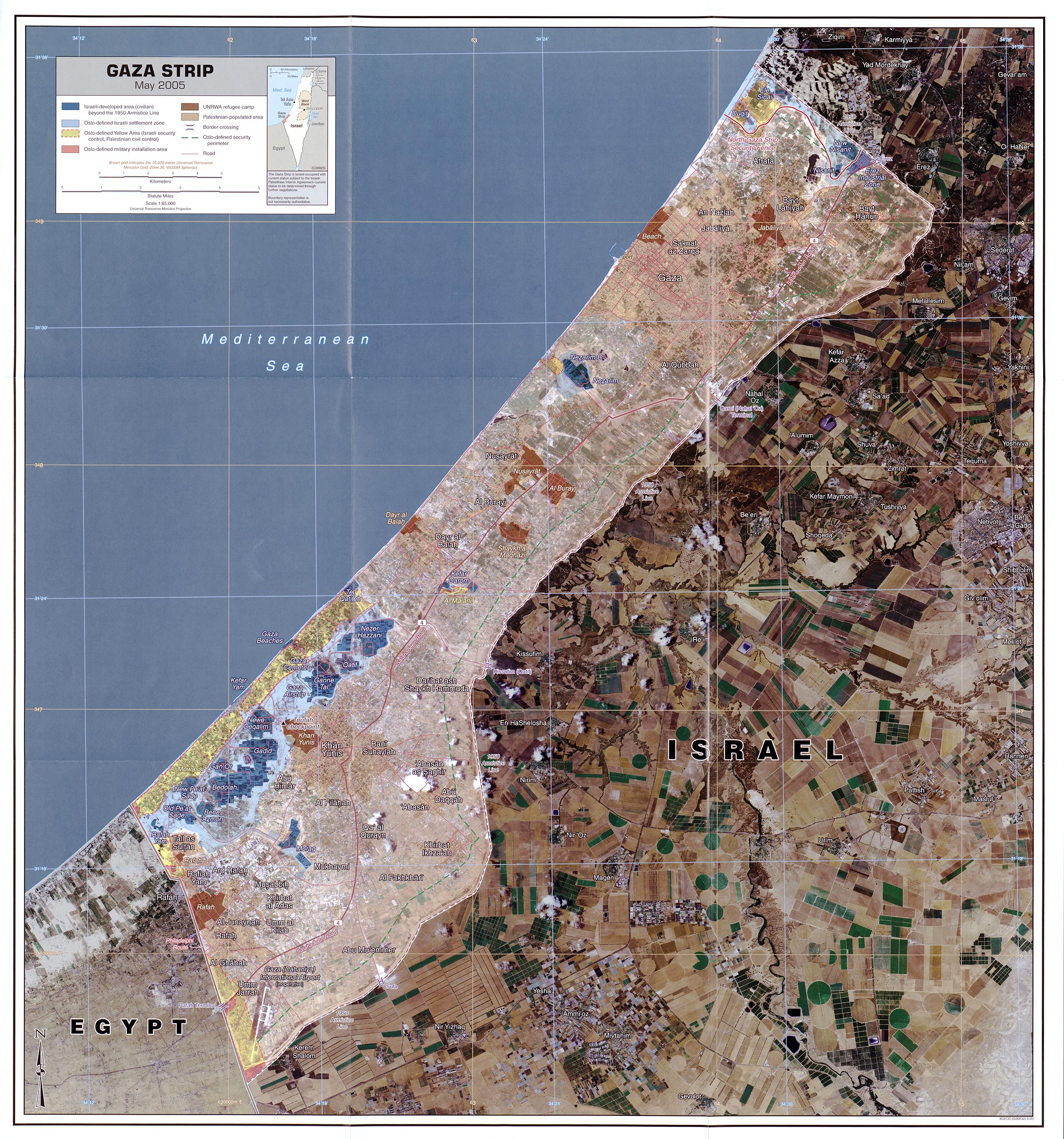
Imagem de satélite da Faixa de Gaza em 2005.

A Faixa de Gaza está localizada no Oriente Médio (31° 25′ N, 34° 20′ L). Tem 51 quilômetros de fronteiras com Israel e uma fronteira de 11 km com o Egito, perto da cidade de Rafah. Khan Yunis está localizada a 7 km a nordeste de Rafah e várias cidades ao redor de Deir el-Balah estão localizadas ao longo da costa entre ela e a Cidade de Gaza. Beit Lahia e Beit Hanoun estão localizadas ao norte e ao nordeste da Cidade de Gaza, respectivamente. O complexo de assentamentos israelenses de Gush Katif costumava existir nas dunas adjacentes a Rafah e Khan Yunis, ao longo da margem sudoeste dos 40 quilômetros da costa mediterrânica do território. A praia de Al Deira é um local popular para os surfistas.

### Clima e recursos naturais
O território palestino tem um clima árido, com invernos suaves e secos e verões quentes e sujeitos à seca. O terreno é plano ou levemente ondulado, com dunas próximas à costa. O ponto mais alto é 'Awdah (Joz Abu 'Auda), a 105 metros acima do nível do mar. Os recursos naturais incluem terras cultiváveis (cerca de um terço da tira é irrigada) e, recentemente, descobriu-se reservas de gás natural na área. Entre os problemas ambientais estão a desertificação; salinização da água doce; tratamento de esgoto precário; doenças transmitidas pela água; degradação do solo e o esgotamento e contaminação dos recursos hídricos subterrâneos. A Faixa de Gaza é largamente dependente da água de Wadi Gaza, que também serve como um recurso para Israel.

## Demografia

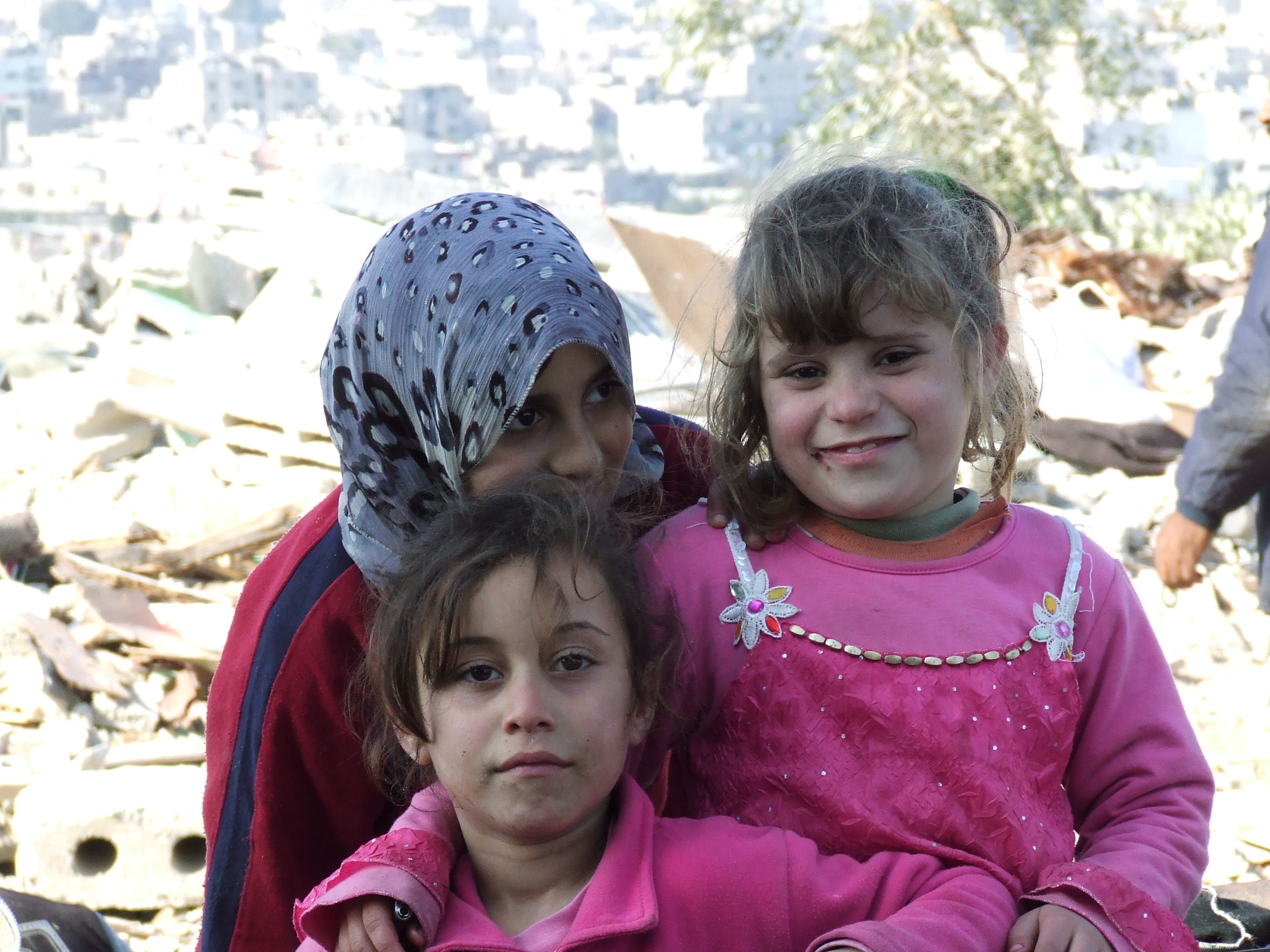
Meninas palestinas em Jabalia em 2009

A população da Faixa de Gaza era de 2,4 milhões habitantes em 2022, dos quais quase um milhão delas eram refugiados registrados na ONU. A maioria descende de refugiados que foram expulsos ou deixaram suas casas durante a Guerra Árabe-Israelense de 1948. A população da Faixa continuou a aumentar desde então, principalmente devido a uma taxa de fertilidade total que atingiu o pico de 8,3 filhos por mulher em 1991. Esta caiu para 4,4 filhos por mulher em 2013, que ainda estava entre as mais altas do mundo.
Numa classificação por taxa de fertilidade total, Gaza fica em 34.º lugar entre 224 regiões. Isso faz com que a região tenha uma proporção incomumente alta de crianças na população, com 41% tendo até 14 anos, e uma idade média de idade de 18 anos, em comparação com a média mundial de 28 anos, e de 30 em Israel. Os únicos países com uma idade média mais baixa são alguns da África, como o Uganda, onde a média era de 15 anos.
A maioria dos habitantes da Faixa de Gaza são muçulmanos sunitas, com uma minoria cristã. A língua predominante no território é o árabe, seguida do hebraico - antigamente muito falado, hoje tende a não ser aprendido pelos jovens (falar hebraico em Gaza não é bem visto); o inglês é compreendido por alguns habitantes, sendo crescente a sua aprendizagem.[carece de fontes?]

### Religião

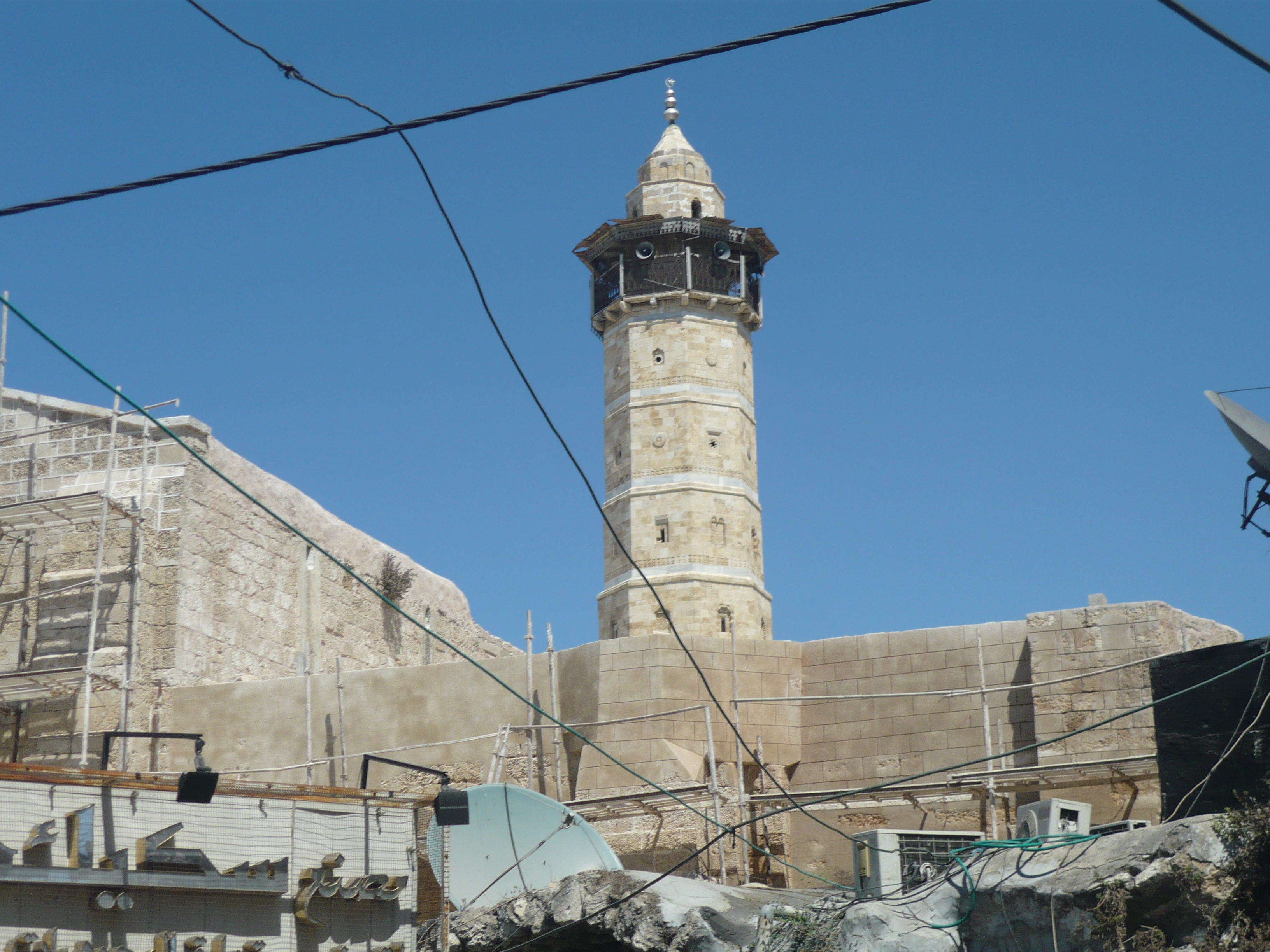
Grande Mesquita de Gaza em 2009

O islamismo é a religião de 99,8% da população, que segue o ramo sunita do islã. Os outros 0,2% são adeptos do cristianismo, população que tende a diminuir. Nem todas as pessoas são muito religiosas, mas ultimamente Gaza como um todo está se tornando mais influenciada pela religião. Depois que o Hamas venceu as eleições de 2006, assumindo efetivamente o poder em 2007, havia prometido não impor a religião aos habitantes de Gaza, mas vem forçando a adoção de preceitos religiosos pelos cidadãos. Advogadas, por exemplo, passaram a ser obrigadas a usar o hijab nos tribunais, para cobrir os cabelos. Cabeleireiros do sexo masculino são proibidos de cortar os cabelos de mulheres,
O número de cristãos na Faixa de Gaza é estimado entre 2 500 e 5 000, muitos deles idosos. A grande maioria é greco-ortodoxa, e há cerca de 300 católicos (rito latino). Em 1894, havia 196 500 cristãos árabes na Palestina (incluindo o atual Estado de Israel). De 13% da população, eles passaram a menos de 2% hoje.

## Política, administração e fronteiras

### Controle da Autoridade Palestina
Os Acordos de Oslo definiram a Autoridade Palestina como a autoridade administrativa da Faixa de Gaza (exceto dos assentamentos israelenses e de áreas militares) em 1994. Depois da retirada israelense em 12 de setembro de 2005, a Autoridade Palestina tinha autoridade administrativa completa na Faixa de Gaza.

### Controle do Hamas (2007-presente)

Bandeira do grupo Hamas, que atualmente controla o território palestino.

Em 2006, o partido Hamas venceu as eleições parlamentares palestinas. Desde junho de 2007, o partido assumiu efetivamente o controle da Faixa de Gaza, após confronto armado com o Fatah. O espaço aéreo e o acesso marítimo à Faixa de Gaza são atualmente controlados pelo Estado de Israel, que também ocupou militarmente o território entre junho de 1967 e agosto de 2005.
| Distritos     | Hamas   | Hamas  | Fatah   | Fatah  | Votos válidos |
| ------------- | ------- | ------ | ------- | ------ | ------------- |
| Gaza Norte    | 35 781  | 46,95% | 31 559  | 41,41% | 76 212        |
| Gaza          | 74 816  | 56,70% | 48 328  | 36,64% | 131 894       |
| Deir el Balah | 26 550  | 43,87% | 28 681  | 47,39% | 60 518        |
| Khan Younis   | 35 070  | 43,96% | 38 384  | 48,11% | 79 786        |
| Rafah         | 20 785  | 40,39% | 27 395  | 53,23% | 51 461        |
| Total         | 193 002 | 48,27% | 174 347 | 43,60% | 399 871       |

### Fronteiras

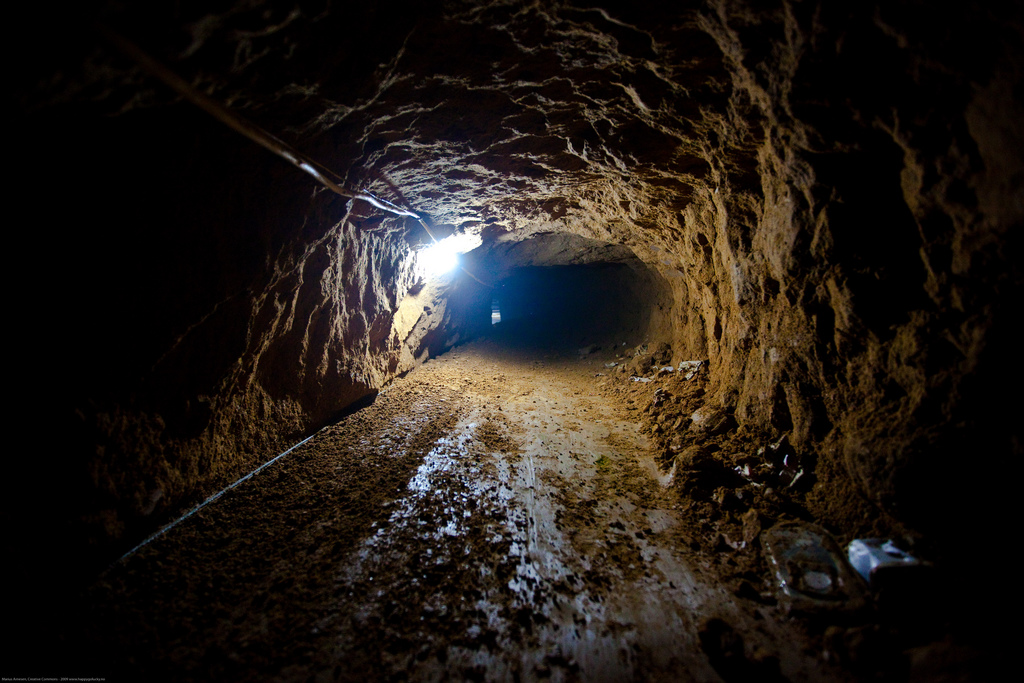
Um dos túneis usados na fronteira entre a Faixa de Gaza e o Egito.

O território da Faixa de Gaza é cercado por muralhas, tanto do lado egípcio quanto israelense. Em 2010, Israel anunciou a construção de uma barreira de mais de 100 quilômetros, ao longo da fronteira com o Egito, bloqueando metade da linha de separação entre os dois países. Desde 2009, o governo egípcio também está construindo uma barreira subterrânea de aço, que deverá ter 11 km de extensão e chegar a uma profundidade de 18 metros, visando impedir que túneis clandestinos possam romper o isolamento da Faixa de Gaza. A fronteira entre o Egito e Israel tem 255 quilômetros, e as duas cercas previstas vão cobrir quase a metade dessa extensão. As Nações Unidas estimam que até 80% do que é importado pela Faixa - desde xampú até automóveis - chega por meio dos túneis.

### Bloqueio militar

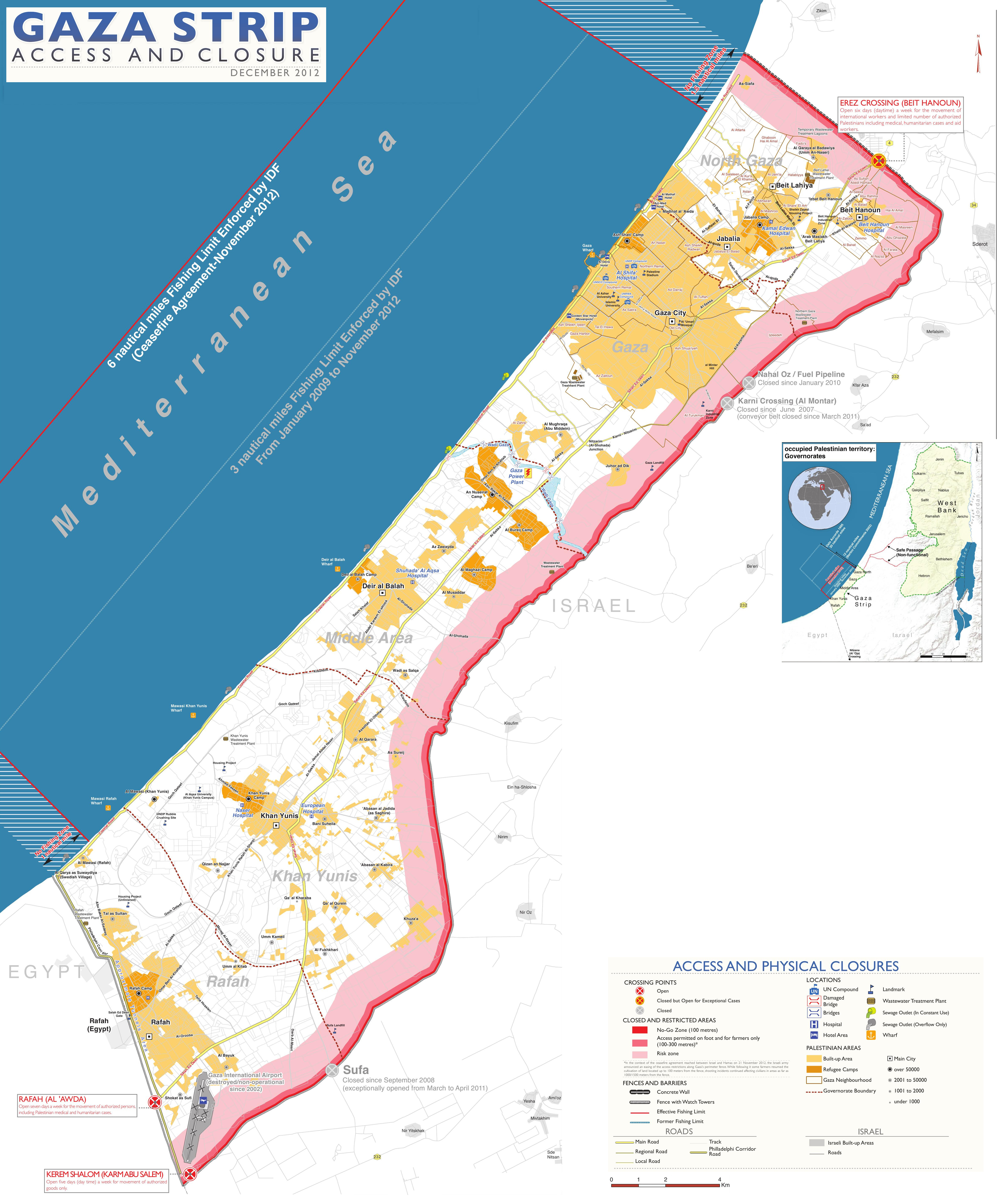
Mapa do território palestino com as restrições nas fronteiras terrestres e aquáticas impostas pelo governo de Israel

O bloqueio à Faixa de Gaza continuou após a Operação Chumbo Fundido, embora Israel permitisse ajuda humanitária médica em quantidades limitada. A Cruz Vermelha afirmou que o bloqueio prejudicou a economia e provocou uma escassez de medicamentos e equipamentos básicos, como analgésicos e filmes de raio-x.
O diretor do Shin Bet (Agência de Segurança de Israel), Yuval Diskin, não se opôs a flexibilização das restrições comerciais, mas disse que os túneis de contrabando para a Península do Sinai e um porto aberto na Faixa de Gaza colocariam em perigo a segurança nacional. De acordo com Diskin, o Hamas e a Jihad Islâmica tinham contrabandeado mais de "5 000 foguetes com um alcance de até 40 quilômetros." Alguns dos foguetes poderiam chegar até os subúrbios da área metropolitana de Tel Aviv. Mark Regev, porta-voz do gabinete do primeiro-ministro israelense, descreveu as ações de Israel como "sanções", não um bloqueio, mas um consultor jurídico para Gaza da UNRWA, chamou o bloqueio de "uma ação que descumpre a lei internacional".
Em julho de 2010, primeiro-ministro britânico, David Cameron, criticou o bloqueio israelense, dizendo que "bens humanitários e de pessoas devem fluir em ambas as direções. Gaza não pode e não deve ser autorizada a permanecer como um campo de prisioneiros".
As Forças de Defesa de Israel (FDI) controlam rigorosamente as viagens dentro da área dos pontos de passagem entre Israel e a Faixa de Gaza e fechou a sua fronteira com Gaza. O ambiente de segurança dentro de Gaza e ao longo de suas fronteiras, incluindo a sua fronteira com o Egito e seu litoral, é perigoso e instável.

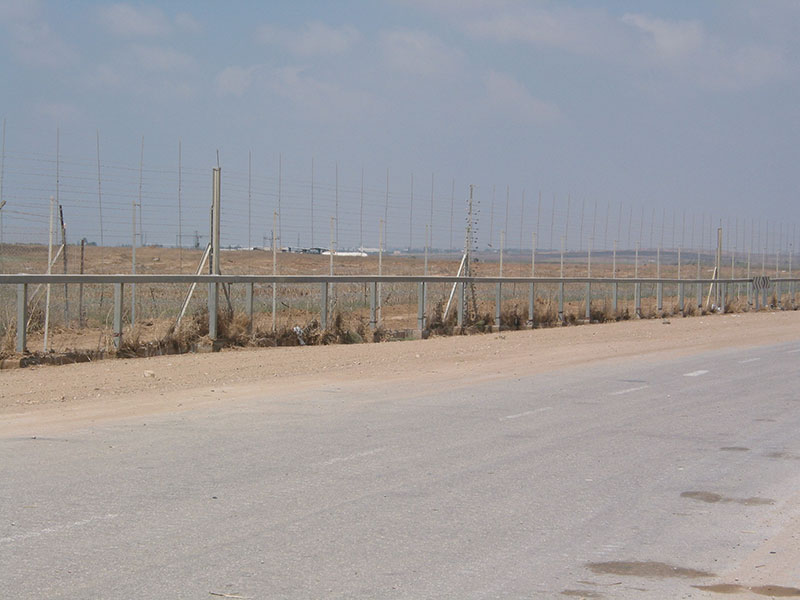
Barreira israelense na fronteira com Faixa de Gaza.

Enfrentando a crescente pressão internacional, Egito e Israel diminuíram as restrições na fronteira em junho de 2010, quando a passagem de Rafah do Egito para Gaza foi parcialmente aberta pelo governo egípcio. O Ministério das Relações Exteriores do país disse que a travessia permaneceria aberta principalmente para as pessoas, mas não para o abastecimento. Israel anunciou que iria permitir a passagem de bens civis, mas não de armas e itens que poderiam ser usados para fins ambíguos.
Em janeiro e fevereiro de 2011, o Escritório das Nações Unidas para a Coordenação de Assuntos Humanitários (OCHA) realizou uma avaliação dos efeitos das medidas para aliviar as restrições de acesso. Eles concluíram que apenas a flexibilização não resultaria em uma melhora significativa na subsistência da população do território. Eles descobriram que a "natureza fundamental das restrições remanescentes" e os efeitos de três anos de rigoroso bloqueio impediram uma melhora significativa nos meios de subsistência e apelaram para Israel abolir completamente o bloqueio, incluindo a remoção de restrições à importação de materiais de construção e às exportações de bens e de acabar com a proibição geral sobre o movimento de pessoas entre Gaza e a Cisjordânia através de Israel, com o objetivo de cumprir com o que eles descreveram como obrigações humanitárias internacionais e de direitos humanos.

## Economia

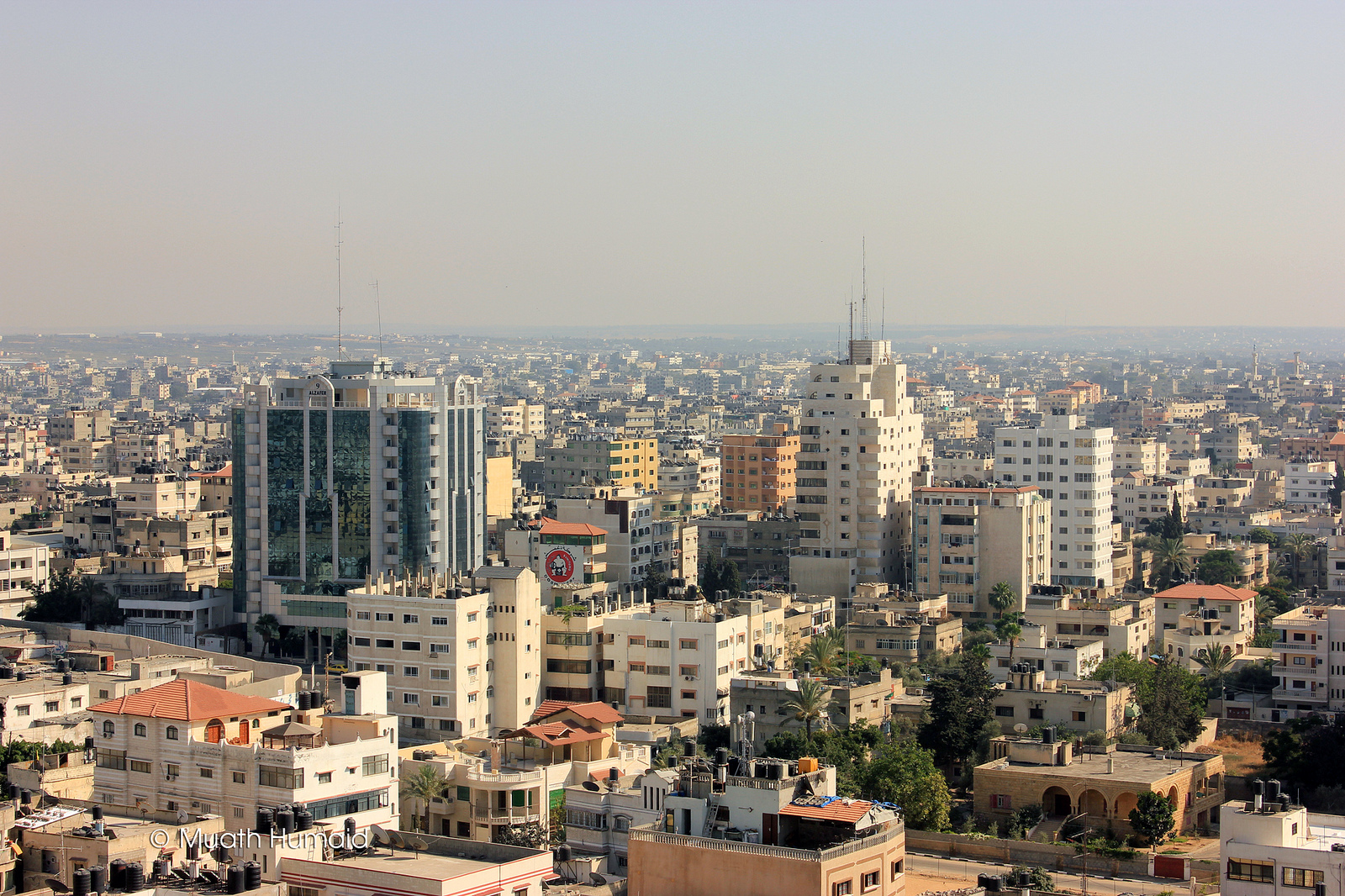
Vista da região oriental da cidade de Gaza

A economia de Gaza se deteriorou desde o fim da Segunda Intifada, devido tanto a densidade populacional de Gaza quanto as restrições de segurança impostas ao território. A política de cerco de Israel, ampliada após o Hamas ter chegado ao poder em 2007, levou a altos níveis de pobreza e desemprego, além de um colapso quase total do setor privado, que era fortemente dependente de mercados de exportação. A população é em grande parte dependente de ajuda humanitária, principalmente de agências da Organização das Nações Unidas (ONU).
No entanto, uma flexibilização da política de cerco imposta por Israel em 2010 resultou em uma melhora de alguns indicadores econômicos, mas exportações regulares provenientes da Faixa de Gaza ainda estão proibidas. De acordo com as Forças de Defesa de Israel (FDI), a economia da Faixa de Gaza melhorou em 2011, com um queda no desemprego e um aumento do PIB. O tenente-coronel Kobi Gertzvolf, da FDI, afirma que novos shoppings abriram e que a indústria local está se desenvolvendo. O tenente-coronel Gertzvolf afirma que o crescimento econômico tem levado à construção de hotéis e um aumento na importação de carros.

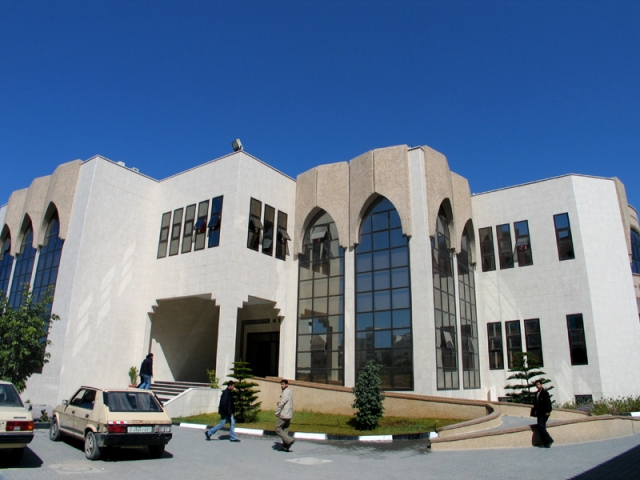
Campus da Universidade Islâmica de Gaza.

O desenvolvimento em larga escala tem sido possível graças à livre circulação das mercadorias em Gaza através do cruzamento de Kerem Shalom e de túneis clandestinos construídos na fronteira entre a Faixa de Gaza e o Egito. A taxa atual de caminhões que entram em Gaza através de Kerem Shalom é de 250 por dia. Este número varia dependendo do nível de interferência das mercadorias trazidas do Egito para Gaza através de túneis. O aumento na atividade de construção levou a uma escassez de trabalhadores da construção civil. Para compensar o déficit, os jovens do território estão sendo enviados para estudar e trabalhar na Turquia.

## Infraestrutura

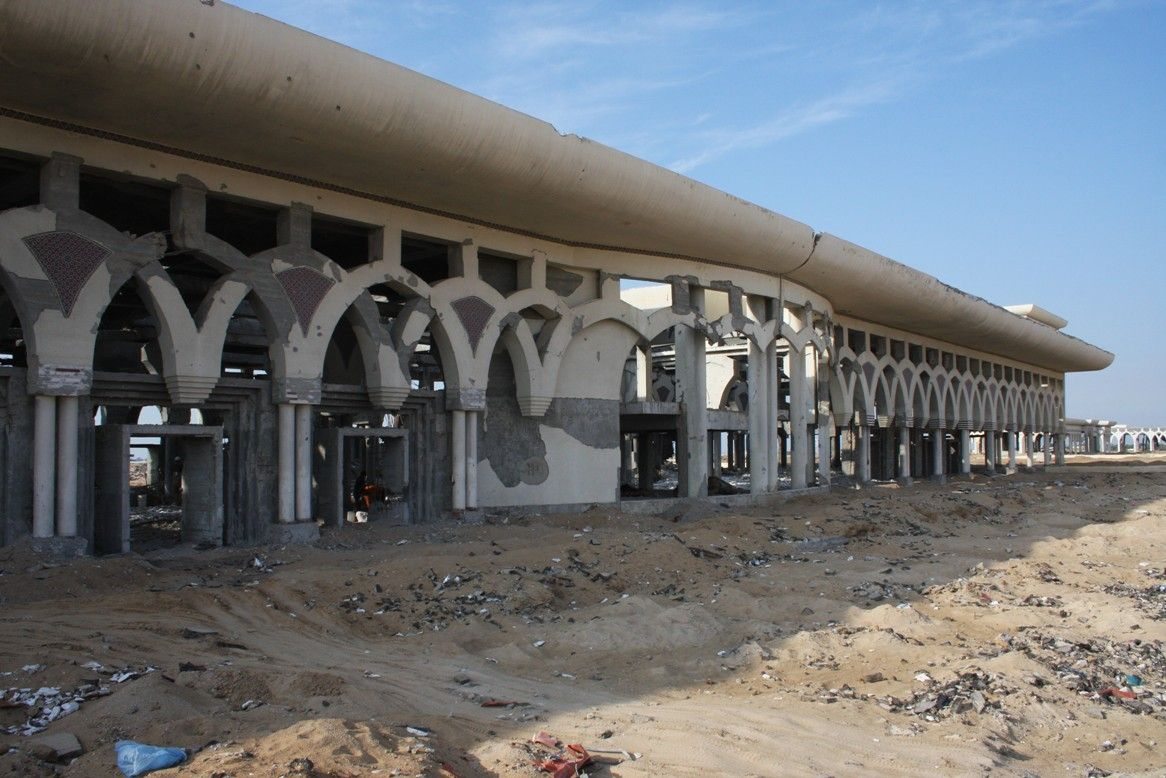
O Aeroporto Internacional Yasser Arafat, em Rafah, destruído pelas forças israelenses em 2001-2002.

A Faixa de Gaza tem uma pequena e pobre rede de estradas e uma simples rede ferroviária ligando o norte ao sul do território palestino. Esta, no entanto, encontrava-se abandonada nos últimos anos.[carece de fontes?]
O Aeroporto Internacional de Gaza (posteriormente renomeado Aeroporto Internacional Yasser Arafat) foi inaugurado a 24 de novembro de 1998, mas suas atividades foram encerradas em outubro de 2000 por ordem do governo de Israel. Em 2001, a pista do aeroporto foi destruída pelas Forças de Defesa de Israel, inviabilizando seu funcionamento. A Faixa de Gaza possui um heliporto.[carece de fontes?]